# 私がモテないのはどう考えてもお前らが悪い!
『私がモテないのはどう考えてもお前らが悪い!』（わたしがモテないのはどうかんがえてもおまえらがわるい）は、谷川ニコによる日本の漫画。スクウェア・エニックスのウェブコミック配信サイト『ガンガンONLINE』2011年8月4日更新分から毎月2回更新で連載中。スクウェア・エニックス毎週新連載プロジェクト16（1stシーズン）第5弾作品。略称は「私モテ」、「ワタモテ」、「わたモテ」。

## 概要
高校生活に馴染めず、孤独を感じている「喪女」（モテない女性）の女子高生の日常や、彼女が他者と繋がろうとおかしくも切ない奮闘をコメディタッチに描いた作品。また、登場人物が増えるにつれ、主人公の主観劇だけではなく女子高生たちの微妙に噛み合わない日常を描く群像劇としての側面も強くなっている。各話は「喪（算用数字）」でカウントされ、サブタイトルは全て「モテないし-」から始まる。別カウントの「特別編」もある。
単行本1巻あたりおよそ10話前後収録されており、智子の高校生活に連動した時系列でストーリーが進む。喪1（1巻）の時点で高校入学から約2か月経過しており、喪39（5巻）から2年生に進学、喪68（8巻）から2年生二学期となりそのまま修学旅行編へ、喪82（9巻）から修学旅行後の学校生活、喪122（12巻）以降は3年生となる。
また、中学2年生の時代を描いたスピンオフ4コマ漫画『私の友達がモテないのはどう考えてもお前らが悪い。』（わたしのともだちがモテないのはどうかんがえてもおまえらがわるい）も存在する。略称は「友モテ」、「トモモテ」。
単行本第1巻は『ガンガンONLINE』史上最速で10万部を突破。単行本2巻の発売時には、同誌掲載の『男子高校生の日常』などと共に「高校生の日常キャンペーン」が展開された。
コミックナタリー主催の、現役マンガ編集者が選ぶ「第1回マンガ秋100」（2012年秋）においては第2位を獲得。『乙嫁語り』（森薫）、『3月のライオン』（羽海野チカ）を上回る票数を確保した。投票した編集者からは「今の中高生の気分をちゃんと拾い上げていて、うめえなあーと思う。（中略）悔しいです！」などのコメントが寄せられた。
2012年12月にテレビアニメ化が発表され、2013年7月8日から9月23日まで放送された。劇中で描写されたのは1年生2学期の途中である喪34（4巻）までの範囲である。またアニメ終了後も修学旅行編を機に群像劇に寄せたことによって「近年再び人気が盛り上がっている」と評されている。

### 4chanでの流行
本作は海外の匿名画像掲示板である4chanの/a/（アニメ・マンガ掲示板）で最初にブレイクした。4chanは他のフォーラムと比較して非モテやオタクの傾向が強い掲示板であり、非リア充の主人公は彼らの共感を集め、黒木智子はアノンたち（4chanの名無しさん）を象徴する存在とみなされた。
その後、日本語圏のネットにその人気が逆輸入する形で口コミを重ね評判となった。やがて一般層にも「共感できる」「面白いけど切ない」などの反響を呼び、2015年1月時点でコミックス累計200万部を突破、2020年3月時点でコミックス累計330万部を突破するベストセラーとなる。
作者の谷川ニコ（二人組）は、外国のファンから送られたTwitterのメッセージの中に「（どの国でも）みんな同じだよ」と書かれていたことが印象的だったという。それを受けて、単行本1巻の帯では「海外の2ちゃん的な掲示板で大人気!!」と書かれていた。なおアニメ化直後の2013年8月にはNHKの海外向け国際放送「NHKワールド」の番組「imagine-nation」で特集された。2013年10月29日には英語版の第一巻が米国などで発売され、米Amazon.comではコミックス・小説部門の売り上げ1位にまで上昇している。
作者の谷川は「正直4chとかで盛り上がらなかったら、アニメはもちろん今頃漫画が終わってた可能性もありますね」とTwitter上で発言している。

## あらすじ
1 - 4巻（テレビアニメ化相当分）
主人公、黒木智子はいわゆる喪女でぼっちの高校1年生である。高校に入学しても彼氏ができるどころかクラスメイトともろくに会話もできない。そもそもまともに会話ができる相手と言えば、1学年下である弟の智貴や、中学時代の友人・成瀬優（ゆうちゃん）、3学年下の従妹・里崎希心（きーちゃん）など、学校外の極少数しかなかった。自分がぼっちになっている状況に焦り出した彼女は行動を開始するも、痛々しい失敗ばかりが続く。本人なりに頑張った文化祭で出会った1学年上の先輩・今江恵美など、優しく接してくれる人もわずかながらにいたが、智子はそれに気づかず、空回りのままだった。
5 - 8巻
1年間の奮闘も空しく、智子はまったく友達ができないまま2年生を迎える。弟の智貴も同じ高校に進学し、1年から同じクラスだった根元陽菜（ネモ）が話しかけてくるようになったり、中学時代の腐れ縁で智貴に片思いしている小宮山琴美と再会して中学2年生時代の智子・優・琴美の関係が戻るなど、学校内でいくつかの縁こそ出来たが、彼女を取り巻く状況はあまり変わらなかった。しかし、秋の修学旅行にて担任の荻野により半ば押し付けられる形で、他の班から溢れた「余りもの」グループの班長に任命され、同じ班になった女子たちと否応なく交流することになる。
9 - 12巻
紆余曲折ありながらも智子は修学旅行で班長を務めあげ、班のメンバーである3人のうち田村ゆり、吉田茉咲の2人と親しくなり、残りの内笑美莉（うっちー）からも一方的に意識されるようになった。これが転機となってゆりの友人である田中真子、クラスでも一目置かれる加藤明日香らとの交流が生まれ、さらには智貴の同級生・井口朱里と琴美との智貴を巡る片思いの争いに巻き込まれたり、陽菜の声優志望を偶然知ったことにより新たな関係が生まれたりなど、少しずつ周囲との距離が縮まっていく。そして季節は春を迎え、1年生のころからお世話になっていた先輩・恵美の卒業を経た智子は様々な思いを抱えながら3年生に進級する。
陽菜は、智子に自分が声優志望であることを知られていることに気がつき、以前にも増して智子に近づき始める。実は、高校入試の時に智子と出会っており、そのときから意識していたが、オタク趣味を隠しリア充グループの一員となっていたため、あえて遠くから見ていたのだった。一方でゆりは、智子が自分とは違い他人を受け入れがたいぼっちではなく、ある程度の人と交流ができることに気づき、数少ない自分の友人達との関係について強く意識し始める。
13巻 - 18巻
智子は、3年生に進級すると2年生時までの友人達と親交が深まるだけでなく、遠足では陽菜の親友の岡田茜の仲違いに巻き込まれたり、入試の時に手助けした新入生・平沢雫を世話したり、さらには球技大会でうっちーの友人グループ、ゲームセンターでは茉咲のヤンキー仲間や二木四季、勉強会では明日香の友人グループなど、1・2年生のころは関わりがほとんど無いか面識も無かったクラスメイトなどと交流をするようになったりするなど、1年生のころからは想像もつかない騒がしい日常を送り、もはやリア充のようになってしまったことを少し寂しく思う。ゴールデンウィークには友人達と各大学を見学した末に、オープンキャンバスに参加した難関大学の受験を決め、夏休みには予備校の合宿に参加する。
陽菜は、智子の行動を見て考えを改め、自身が声優志望であることを公表。遠足を経て智子と親しくなり、日常アニメのような生活を目指して智子の友人であるゆりにも近づき始める。一方ゆりは、智子に自分より親しい友人が多いと考えるようになり焦るが、智子も今まで学校に友達がおらず接し方がわからなかったため、ゆりとの関係性に悩んでいたのは同じであった。智子から歩み寄ることによってゆりの精神も落ち着いていく。うっちーは、3年生への進級で唯一別のクラスになり、自身の智子への気持ちをはっきりと意識する。智子への変なアプローチが増えたことによりついには球技大会にて友人たちにもバレてしまうが、その友人たちのサポートにより一方的に過ぎなかった智子との関係も改善されていく。明日香は、遠足での智子の行動を気に入り近づこうとするものの、智子との友人関係が対等にならないことに悩む。しかし、優と出会ったり、合宿で友人たちからのアドバイスを得たりすることで、同様に改善される。
そんな智子と明日香の関係が気になる佐々木風夏は、勉強が手に着かず成績が落ちてゆき、智子とある意味対等な罵り合う関係となっていく。また、これまで親友である琴美以外の友人を作るのは好ましくないと考えていた伊藤光も、智子と同じクラスになったことで自身と琴美の周りにも人が増え、新たな友人関係が作られつつあることを受け入れ始める。これは、ゆりも同様であった。その中で、南小陽だけは進級によって友人が減り、自身がクラスで孤立しつつあることに焦り始める。
19巻 -
難関大学の文学部の受験を決めた智子は、小説家やゲームのシナリオライターなど、物を書く仕事に就くことを意識し始めるが、プロゲーマーを目指してインターネット配信を始めた四季や、漫画研究部でコミックマーケットにサークル参加している初芝、そして声優として着実に努力している陽菜とその声優養成所の友人達を観て、これまで何の努力もしてこなかった自分には難しいとも考えていた。そんな中、陽菜より文化祭で智子脚本による映画を撮ることを提案される。
私の友達がモテないのはどう考えてもお前らが悪い。
主人公、黒木智子はいわゆる中二病で友達の少ない中学2年生である。2年生に進級するも以前のクラスの知り合いがいない智子は、友達のいなさそうな2人のうちの1人、成瀬優（ゆうちゃん）に声を掛けて友達になる。このまま優との2人の関係が続くと考えていた智子であったが、ある日、風邪で休んでいた間に優がもう1人の小宮山琴美に声を掛けてしまう。これにより、智子と優、優と琴美の親友同士と、智子と琴美の優を巡る罵り合う関係という、奇妙な3人組の日常がはじまるのだった。

## 登場人物
登場人物の姓は千葉ロッテマリーンズの所属選手、元選手の名前が由来。

### 主人公
黒木智子（くろき ともこ） / もこっち、クロ
声 - 橘田いずみ
プロフィール
本作の主人公。原宿教育学園幕張秀英高等学校（通称：原幕）の女子生徒。在籍クラスは1年10組 → 2年4組 → 3年5組。誕生日は明言されていないが早生まれであり、優の誕生日より少し前。身長148センチメートルのやせ型。血液型B型。好きな食べ物は納豆と回鍋肉。両親と弟の4人家族で、家の最寄りは稲毛駅であり、高校の最寄り駅である海浜幕張駅もしくは幕張駅まで電車で通学している。
年々成長しているものの、基本的にはひねくれた性格で思い込みが激しく、自己中心的。見栄っ張りで自分の非を認めず周囲の人間を常に見下し、心の中ではたびたび過激な発言をしている。また、妄想癖も激しい。人見知りも激しいが、些細なことで自分が優位に立ったと思うと、関わりの薄い人（修学旅行におけるうっちー（内笑美莉）など）に対しても勢いづいて盛んに喋りだすことがある。特に、弟の智貴は、最も本音で話せる唯一の相手であったため、平気で罵倒したりして迷惑を掛けることが多かった。また、他人の名前を覚えようともせず、自分で勝手にあだ名をつけて心中で呼ぶことも多い。
そのような性格であることから、中学時代から友達が少なく目立たない存在で、コミュニケーション能力の低さゆえ周囲の雰囲気を読めずに奇行を繰り返していた。中学時代は内心では自分が一番だと思っており、また何の根拠もなく女子高生になれば自然にモテるようになると思い込んでいた。だが、実際に高校に入学してからは2年生の修学旅行前まで、モテる以前にほとんど「ぼっち」で過ごすことになった。その時期は、他人とのコミュニケーション能力に著しく難があり、極度の人見知りや自意識過剰、周囲への嫉妬や劣等感などが原因で、家族など一部の人間以外とはロクに会話ができず、学校では存在感がほとんどなかった。そのため、「リア充」などに対し心中で逆恨みし毒づくことも多かった。周囲が見えてきて、「リア充」にもその人なりに苦悩があるのだと理解できるようになると、そのような傾向はなくなっていっている。
一方で、努力家かつ前向きな一面もあり、「ぼっち」であることに落ち込むことも多かったものの、ポジティブな精神を持っていたため、状況を改善しようとするにあたっての行動力には並々ならぬものがあった。2年生の修学旅行前までの時期は、本人なりに奮闘していたもののほとんどが的外れな行動であり、結果として裏目に出て失敗していたが、修学旅行以降はその努力が実り、周りに受け入れられるようになっていったことで、親しい友人の増加につながっている。「ぼっち」であった時期も、その的外れな方策として、たとえば一人で漫画を読むことがあったが、それにより子供は懐いてきたし、後述の駄菓子屋でも子供には慕われているなど、子供には好かれる描写がある。また、「ぼっち」であった時期も完全に孤独というわけではなく、中学で知り合った「ゆうちゃん（成瀬優）」との友達関係はずっと続いていた。
さらに、話せないにもかかわらず挨拶をきちんと返そうとしたり、プレゼントに対しきちんとお礼を返そうとするなど、律儀な一面もあることが、友人の増加への一因となっている。後述するように、特に2年生の修学旅行でまじめに班長を務めあげたことが、智子の一大転機となった。先輩の今江恵美から受けた恩を、新しくできた後輩の平沢雫に返そうなどとする行動もみられるようになっている。
他人に対し気遣いすることもたびたび見られる。ただし、セクハラ発言などズレた行動に反映されることも多い。智貴との仲が険悪だった「ぼっち」な時期でも、ズレた形ながらも姉として気遣いを見せることもたびたびあった。2年生の後半以降になると周りが見え空気がある程度読めるようになり、例えば声優を目指していることを隠している陽菜を庇って「自分が声優を目指している」といった嘘をつくなど、自己犠牲的な行動も見られるようになった。一方で、自分に対する好意についてはなかなか気づくことができない。「ぼっち」の時期も、他人から優しくされたりすることがないと思いながら、実際には気付かないうちに気を使ってもらったり優しさを受けていたこともあった。それについては智子自身、「いつも気が付くのが遅い」と述懐している。
生まれつきコミュニュケーション能力が低かったわけではなく、本人によると小学4年生辺りまでは普通に人と話せていたらしい。また智貴の作文などから、幼少期は困っている智貴を助けてあげるなど、姉らしい姿を見せていたことが窺える。また後述のとおりカードゲームの「クイーン」としては年下の小学生とは普通に会話できており、井口朱里や雫など下級生とは、初対面時はともかく2度目に会った時は普通に会話できている。高校2年の終わりごろからは友人の前でも自然に振舞えるようになってきており、以前のような卑屈さは影を潜めつつある。一方、南小陽やつぐといった、相手によって態度を変えるような人物とは相性が悪い傾向も見て取れる。
性的指向としては、変態であり、気心の知れた相手には性的・下品な言動を平気で行う。同性に対してもしばしば性的興奮を覚え、相手によってはセクハラを好んで行う。2年生の冬あたりまでは、男子と話す機会があっても上手く会話ができないのは勿論、ルックスの良い男子と軽度の身体的接触をしていただけで疲労困憊してしまっていた。しかし智貴など一部の人間に対しては、性的経験が豊富などという虚言を、明らかにすぐ嘘と分かる場面も含め平気で並べ立てる。彼氏・友達がいる女性を妬んで、心の中で「ビッチ」と呼び、それは親友の優についても例外ではない。また、女性全般のことを「メス」と、自分もその仲間であることを忘れているかのように呼ぶことがある。
容姿に関しては髪をボサボサに伸ばして、小柄で貧乳で、ファッションなどにも気を使っていないため、人目を引くことはなく、自分でも地味・ブスと言っている（ただし、内心ではある程度見られる顔だとは思っている模様）。伸ばした前髪で右眼が隠れていることが多く、夜更かしで目の下のクマがなかなか取れず、不摂生やストレスから瞳が濁っている。体が弱いところがあり、無理して食べたときなどは吐くことがあり、また逆に食べなかったことによる貧血で倒れたり、日射病で倒れたこともある。春には花粉症により大量の涙を流すようになる。声に関してはうっちーいわく、低そうで高くて暗くてキモく、キモさの中に蠱惑さがあると評している。
運動は苦手だが唯一長距離走にだけは自信を持ち、マラソン大会で運動部の生徒を抜いて21位に入るほどであったが、「世界を獲れる才能があるかもしれない幻想の中で生きたほうが楽しいから」と言って陸上部に入ろうとはしなかった。また、暇な時に優たちと卓球をしていたため、人並み以上には卓球も上手い。自転車は補助輪なしでは乗れなかったが、高校2年生時、従妹のきーちゃん（希心）の家に遊びに行った際、彼女の指導により乗れるようになった。
優いわく「学力は高い」らしいが、高校での最初の中間試験で成績が目標に届かなかったことが原因でモチベーションを維持できず、高校2年生時には両親に予備校に入れられる寸前まで凋落してしまった。その時は自信を持つ現代国語についても平均を僅かに上回る程度であり“得意”と呼べるかは微妙なものであったが、受験勉強に力を入れた結果、高校3年生時には現代国語でならクラス3位を取れるほどになっている。ただし、受験に必要な文系科目だけなら上位に行けるが、理系科目を含めた全体の成績は、学年の真ん中より少し下ぐらい。なお、保健は割と得意。
趣味・嗜好としては典型的なオタク少女で、作中では他作品のパロディネタをたびたび披露する。学校の教室では、休み時間には堂々と漫画雑誌を読んでいることが多い。アニメや下ネタ、不謹慎なニュースなどが主な話題であり、ニュースなどでは他人が立派にしているよりも荒れていたりするのを見るのが好き。子供のころから虫採りや、暇潰しで蟻を蟻地獄に落とすなど、虫を用いた遊びを行うことがあり、花冠を作るなど女の子らしい遊びはしてこなかった。銃剣など武器にもオタク的興味を持っており、中学時代は将来の夢を武器商人と言っていた。ラノベや小説、漫画をよく読んでおり、個々人の好みを考慮して本を勧めることもできるレベルの知識を持っている。将来の夢は決めていないが、高校に入ってからは実現可能そうな夢として、ラノベ作家や小説家を思い浮かべており、文学系の学部への進学を目指している。
プライベートに関しては、ほぼ自室に篭って、アニメ観賞やインターネット、乙女ゲームなどに耽るほか、クリスマスにBLゲームをプレイしたり秋葉原でBL同人誌の購入を試みることも。男性声優の音声CDも好きで、高校3年生のころは声優のラップにはまっている。中学時代には父親のクレジットカードを無断で使って性的なCDを買ったのがばれて怒られたり、高校に入ってからも性的なゲームやCDに興じているのを両親に目撃されたことが複数回ある。音ゲーに関しては達人レベルの腕前を持つが、クレーンゲームや麻雀などは普通の腕前。高校1年生時点では中学時代の性格の名残もあり、近所の駄菓子屋ではカードゲームの強豪として子供達から「クイーン」と呼ばれていたが、その腕前は実際にはイカサマによるものだった。小さい子供たちの中でイカサマまでして強いと言われているわけだが、本人は格好いい姿だと思っており、勝負を持ちかけてきた子供に実力を尋ねて「雑魚を相手にする気はない」と言って大人気なさを見せていた。また、漫画やラノベの立ち読みもすることが多かったが、自分でファーストフード店に入れるようになると買って読むようになった。
「もこっち」というのは成瀬優からのみの呼称であり、本人も優にしか許可していない。クラスメイトからは「黒木さん」「黒木」などと呼ばれる。恵美からは「智子ちゃん」と呼ばれている。3年生時初期から根元陽菜と「ネモ」「クロ」と呼び合うようになる。その後、田村ゆりからは「智子」と名前呼びされるようになる。美保からは「クロちゃん」と呼ばれている。明日香からは夏合宿より「智ちゃん」と呼ばれるようになっている。
言動には作者の実体験や当時の心情が多く反映されている。当初は「可愛くなく、背が高くて、三白眼で、胸もない」容姿にするつもりだったが、編集部から「もっと可愛くしてほしい」と言われてビジュアルを決定したが、目のクマだけは残した。
経歴
中学時代は、存在感が薄いながらも「ぼっち」ではなく、優と知り合う前の中学1年生の時は、遠足でグループのリーダー的役割を果たしていた。しかし当時は中二病や痛々しい言動の他に、自分の趣向本位であったり他人を馬鹿にしたりする言動も顕著であり、同級生や智貴との関係悪化につながっている。
高校1年生時の学校生活においては他人と会話をすることさえ稀であり、弁当は一人で食べている。ただし便所飯は、負け犬のようなこととして、最後までしなかった。ペアやグループを作らなければならない授業があると仮病を使って保健室で休んだり、どのグループにも属さず半ば無断で見学したりしている。特に体育では、団体行動が重要な競技のときはこの傾向が顕著であり、作中ではマラソンなどのとき以外はまともに受講している描写がない。
2年生時前半においては、中学時代に（優をはさんで）交流があった小宮山琴美と偶然同じ高校に通っていることを知り、仲睦まじいとは行かないが再び交流を取り戻している。根元陽菜（ネモ）から話しかけられるようになった以外では、1年生時と変わらずクラスでは孤立していたが、自己紹介がスベったことにより「黒木さん状態」という喩えを作られたり、男性器の画像を授業中に見ていたことで注目されたりと、クラス内での存在が完全に意識されていなかったわけではない。
2年生時後半においては、京都への修学旅行で、田村ゆりや吉田茉咲と「余りものグループ」として同じ班になり、当初は全く仲良くなれないと考えていたが、少しずつ自分の本性を見せていき盛んに交流するようになった。他人とは上手く会話ができず吃ってしまうのは変わらないが、茉咲に対してはヤンキーとしての偏見からくる無神経な発言を、無思慮によるものとはいえ班行動の初期から何度も平気な顔をして重ねている。修学旅行においては、半強制的に決められたとはいえ班長を務め、行き先の下調べなど役割をこなし、それが3日目の自由行動において誤解からすれ違ったゆり達との合流につながっている。修学旅行後は、旅行前と何も変わらず「ぼっち」の生活を続けることになると考えていたが、ゆりの親友の田中真子も加わって、登下校や昼食を共にする仲になっている。昼食は、ゆりや真子と食べるようになった他、一人で学食に行った際にも居合わせた陽菜たちと食べることになるなど、当初のように一人で食べるようなことは無くなっている。ただ「ぼっち」の期間が長かったため、最初は複数人で昼食を取ることに気遣いの疲れを感じ、一人で食べる方が気楽とも考えていた。他にも「リア充グループ」である陽菜や加藤明日香と会話をする機会の増加や、修学旅行で同じ班になったうっちーに関心を持たれさらには好意に発展されるなど、クラスメイトとの人間関係が形成され、1年生時と比べると学校生活も大きく変化してきている。その一方で、一部で「例のあの人」呼ばわりされていることや、小陽に陰で悪口を言われている描写もある。もっとも、そういった環境の変化は智子にも影響を与えており、何かと気にかけてくれた恵美の卒業時に自分を省み涙を流す、「学校に行きたくない」と親に言わなくなるなどの内面的な成長が見られた。「リア充」と一絡げに見て嫉妬・憎悪の対象としかしていなかった同級生たちについても、彼らが悪い人間ではなく自分に気を使ってくれていることや、見えないところで苦労しているのだということに思いを寄せられるようになった。
3年生時では琴美や修学旅行時のメンバー、陽菜や明日香など縁がある生徒が同じクラスに集まっている。遠足ではゆり・真子・茉咲に加え、「リア充グループ」から敢えて離れた陽菜、別のクラスなのだが強引にグループ入りを要求してきたうっちー、さらに後には明日香と岡田茜もグループに加わるなど、1年生時の彼女からは考えられないほどの大所帯で行動した。ゴールデンウィークには、ゆり、陽菜と茜、明日香と、それぞれ1日ずつ大学見学にも出かけている。学校での昼食は、2年生時と同じく主にゆり・真子と取っているが、陽菜や明日香から誘いがかかったり、後輩の雫からも熱心に誘われるなどしている。周囲から普通に見れば、紛れもなく友達が多い人物となっており、独りでいたころの感覚を忘れそうな旨を述懐するほどになっている。そういった境遇の変化により精神的な落ち着きを手に入れたことは、きーちゃんも自然と感じ取った。ただし、「ぼっち」でいたころに多くの恥と修羅場を経験してきた矜持は持ち続けており、ゲスな思考も健在。「ぼっち」だったことは、見栄を張らず雫に対して打ち明けている。智子が他の生徒と仲良くしていると、ゆりや陽菜が機嫌を悪くすることがあるが、自身はそういったことには鈍感で気付かない。また先述の駄菓子屋には、心境の変化から足を運ばなくなっている。学業成績は科目総合で見れば平均よりやや下だが、受験に必要な科目だけで見れば学年で30位くらいとのことで、それらの科目以外は捨てる方針で勉強している。進学先の志望は私立文系で、第一志望は明日香やゆりと同じ青山学園大学、第二志望は陽菜と同じ森永大学。同性の友達に恵まれる一方で異性の友達はまだおらず、恋愛とも相変わらず無縁であり、雫の異常なまでの男子受けの良さを羨みつつ不思議に思っている。とはいえ、清田から積極的に話しかけられる、和田とは漫画の話ができるなど、男子から全く見向きもされていない訳ではない。

### 家族・親類
黒木智貴（くろき ともき）
声 - 中村悠一 / 幼少期 - 芹亜希子
智子の1つ下の弟。初登場時は中学生（3年生）で、後に姉と同じく原幕高校に進学。高校での在籍クラスは1年10組 → 2年7組。身長174センチメートルのサッカー体型。血液型B型。
ややクールな性格で姉に似て目つきは悪いが、友達も多く常識的な普通の少年で、女子生徒にも人気がある。一方、智子に好意を寄せるうっちーやきーちゃんなどから見ると、姉弟とはいえ本質が智子とは全く違うので、彼女たちからの好意の対象にはなっていない。中学時代の成績は中の上程度。
姉の奇天烈な言動や無理難題に日々迷惑し、鬱陶しがっているが、どれだけ迷惑を被っても、姉のことを決して見放さないという優しい一面もある。高校受験時にも入学前から、智子には高校では話し掛けないように言っていたが、結局は何かにつけて智子と話すことになっている。智子に対しては、喧嘩調のときは「お前」などと呼ぶが、「姉ちゃん」と呼ぶこともあり、携帯電話にも名前を「姉ちゃん」と登録している。本人は忘れていたが、幼少期は智子のことが大好きだった。智子のことは、直接会話しない時でも意識していることがあり、原幕高校への進学も智子が原因で躊躇していた他、智子とのやり取りの記憶がサッカーのプレイに影響することもある。智子の修学旅行後ごろからは、物語の当初に比べると智子との関係も、長時間の番組を夜遅くまで共に視聴するなど、改善の傾向にある。
高校に入学してから友達ができずにいる智子から、会話のリハビリとして毎日話し相手をするよう半ば脅迫的に要求された。アニメにおいては、その会話のシーンが次回予告という形で用いられており、半年ほどその会話リハビリが続いたところで、まるで智貴の方から頼んだからのごとく智子が一方的に終了を告げている。智子が2年生の時の卒業式の日、智子に学校で関わる相手が多くできたことを知って、当時のことに思いを巡らせている。
中学2年生の時からサッカー部のレギュラーを務め、ポジションはフォワード。ルーニーのユニフォームを部屋に飾っている。中学時代から高校でも同じサッカー部の仲間である中村（声 - 森嶋秀太）らの友人を家に招いて遊ぶこともよくあるが、その際にアダルトDVDを部屋に仕込まれるいたずらをされることが度々あり、そのせいで智子は智貴が女子高生の姉の黒タイツに興奮する性癖だと勘違いしている。姉とは違い性的欲求は弱いようで、紗弥加が家の中を調査しても性的なものは全く見つからなかったため、サッカーに興奮する変態と推理するに至っている。
智子の母親
声 - 早水リサ
智子の母親。専業主婦。
時々、智子の奇行を目撃することがあり、娘の将来を心配している。温厚な性格をしており母娘仲も良好だが、智子が問題を起こして注意をしても反省の態度を示さなかったときは容赦なく叱りつけている。
智子が当初クラスで孤立していたことに薄々感づいていたようで、高校3年生時に謹慎明けとなった際の、智子の友人関係を見て安心した様子。
智子の父親
声 - 岩崎了
智子の父親。数コマしか登場しておらず、素顔や職業は明らかになっていない。
口数が少ないが、智子のことは相応に気にかけている様子は窺える。隈の生じた独特の重苦しさを伴う目元の像だけが判明しており、黒木姉弟に共通した目つきの悪さは、この父親からの遺伝であることが窺える。
里崎希心（さとざき きこ） / きーちゃん
声 - 釘宮理恵
智子の3つ下の従妹。初登場時、中学1年生。遠方の田舎（茨城県）に住んでおり、お盆・年末年始は黒木家に遊びに来るか、智子が遊びに行く。家族は母親（声 - 金田アキ）が登場。身長145センチメートルの普通体型。血液型O型。明るくしっかりした性格。学業優秀で運動も得意。吹奏楽部所属でティンパニを担当している。
中学時代の智子が見栄を張って「彼氏がいる」などと言ったことを信じて尊敬していたが、高校1年生となった実際の智子の痛々しい生活を知って尊敬が軽蔑に変わり、最終的に捨てられた子犬を見るような哀れみの眼差しを向けるようになった。以降は智子がモノローグで「サイコきーちゃん」と呼んでしまうほどに、智子が絡むと情緒の変化を見せるようになった。今までとは逆に智子の世話を焼きたがったり飼い犬を可愛がるように接し、智子のことを理解したり受容してあげたいと考えているらしい。その一方で、智子が自分に見せる「お姉ちゃんらしさ」については、昔と変わらず素直に慕っていて、クラスの男子からの連絡を後回しにしてでも智子との時間を最優先にしている。
智子も、そのサイコらしき言動に恐れを抱いたり苛立ちを覚えたりしており、密着して生活を重ねるようなことは地獄だとさえ思っているが、決して嫌っているわけではない。そうなったことついて、智子は責任の一端は自分にあるのではと考え、なんとか元に戻せないかどうかと考えている。
智子との付き合いは10年以上になるが、希心の嗜好などについては智子は掴みきれていない点が多く、すれ違いによりお互いの性癖をケモナーと思い込むなど、互いに好きなものを誤解し合った状態にもなっている。
中学3年生時のゴールデンウィークにおいて成長した智子やその友人と交流し、せめて大学の1年間だけでも一緒にいたいと考え、智子と同じ大学を目指すことを決意する。

### 中学校からの知人
成瀬優（なるせ ゆう） / ゆうちゃん
声 - 花澤香菜
智子の中学時代の同級生であり、親友。幕張本郷高校の女子生徒。智子のことを「もこっち」と呼ぶ。3月3日生まれ。左利き。智子とは対照的にスタイル抜群の巨乳。身長163センチメートル。血液型A型。
中学2年生の当初、給食のグループ作りで誰とも組めずに浮いていた際、智子から声をかけられたことがきっかけで交流を始めるようになり、その後共通の趣味を持っていたため友達になったが、智子が優に声をかけた理由は「弱くて主導権を握れそうだから」というものであり、その際も心の中で優のことを「気の弱い眼鏡」呼ばわりしていた。本人に被害の自覚はないが、智子のセクハラの最大のターゲットであり、絶交される心当たりがあり過ぎると智子が自分でも思うほど。智子ほど成績が良くなかったため、智子と同じく原幕を受験したが不合格となり、別の高校へ進学した。中学時代は地味なオタクで眼鏡をかけていたが、“高校デビュー”に成功してからは、髪型や髪の色を変えたり眼鏡からコンタクトレンズにしたことで別人のようにおしゃれになり、彼氏もできた（2年生時のクリスマス前に別れてしまっている）。ただし地味にしていた中学時代も、可愛らしい容姿には周囲から気付かれており、髪を下ろしただけでも盛んに声を掛けられるほどだった。中学時代は極めて悪い成績を取っても気にしていなかったり、大学受験の科目を選択できることを高校3年生時点で知らなかったりと、勉強に関しては知識や認識の欠けた面がある。
大らかで誰にでも優しい性格で、上記のように所々友情面でいびつな点が感じられる智子とは違い、智子のことを心からの友達として見ていることが作中の描写から窺える。自分の高校での友人以上に智子のことは大事な友人と見ており、彼氏と別れた理由の一つも、智子や琴美との友達付き合いを優先していたことにある。琴美と違って智子とは高校が違うことによる距離感により、強い寂しさを感じてもいる。いささか天然な面があり、特に性的な知識などにはかなり疎い。智子と同じく中学時代に友達となった琴美や、合宿で知り合った風夏などに対しては、悪気のない口撃をしてしまうこともある。ゆり・真子と出会った際には連絡先交換を申し出ており、無礼な態度を見せたゆりに対しても全く気分を害してはおらず、智子の高校での話を聞かせてほしいと好意的に接した。
智子に多数の友人が出来たことで寂しさを感じたことから、智子や琴美ともう一度同じ学校に通いたいと難関大学の受験を決意した。しかし、当初は智子に同じ大学へ行きたいことは隠しており、琴美とその友人である伊藤光とともにビデオチャットでの勉強をしている。後に智子の家で明日香と出会って仲良くなり、明日香から受験の手伝いとしてスパルタ的な課題を受けている。進学先の志望は私立文系で、第一志望は智子と同じ青山学園大学。
なお、彼氏と性的な行為の経験があったかどうかを示唆する智子からの問いかけに対してははぐらかしたが、それを見た智子と琴美は、真相は不明であるものの、経験があったのではという印象を受けている。
作者は当初、智子の友人を描く予定はなかったが、編集部から「友達が一人もいないのはかわいそう」と言われたことがきっかけで登場させたという。また、登場当初は現在よりも性悪なキャラクター設定を考えていたとのこと。
小宮山琴美（こみやま ことみ）
声 - 水橋かおり
スピンオフ作品『私の友達がモテないのはどう考えてもお前らが悪い。』から本格的に出演。智子と優の中学時代の同級生の女子生徒で、智子と同じ高校に通っており図書委員を務めている。回想を除けば2年生時に初登場し、3年生で智子と同じクラスになった。在籍クラスは2年6組 → 3年5組。智子からは人前では「こみさん」と呼ばれるが、内心や一対一では「こみなんとか」「コオロギ」などとまともに名を呼ばれずに揶揄の対象とされることがもっぱら。優から「こみちゃん」、親友である伊藤光からは「こと」と呼ばれる。11月21日生まれ。身長155センチメートルの絶壁。血液型A型。高校へはバス通学をしている。
家族環境は母子家庭の一人っ子。5歳のころに父親を病気で亡くしている。眼鏡をかけており、中学時代はアニメ好きのオタクで、優とは友人だった。中学時代から智子とは仲があまり良くなく、優を間に挟むことでのみ交流をしていたが、実は智子との共通点が多く、傍から見れば親友という印象。
熱狂的な千葉ロッテマリーンズファンで、一軍選手のOPSを全て暗記していると自称している。野球に関して非常にこだわりが強く、マニアックで空気の読めない言動をすることが多い。また、独自のファッションセンスを持ち、派手で奇抜な私服を好んで着用し、周囲からは困惑気味に見られているが自覚がない。世間のファッションは自分がダサいと思うものが流行っていると、自分では認識している。
中学2年生の冬に、野球部の打球が当たりそうになったところを智貴に助けられてから、智貴に好意を抱いている。性的な欲求も強く、シリーズが進むにつれ智貴への執着をこじらせていき、彼に関わる琴美の言動・反応は、体育祭やサッカー部の試合などで盗撮をしたりなど常識の範囲外のレベルにまでエスカレートした。おかげでもともと琴美を危険視している智子だけでなく、当の智貴本人にまで警戒されるようになっている。また智子の周囲の人物と関わる機会が増えたことに伴い、智貴がらみのトラブルが多発、例えば吉田茉咲からは「イカレメガネ」と呼ばれるなど、周囲にも徐々にその“ヤバさ”が知られつつある。
そのように、親友の光から「百人引きの琴」と呼ばれるぐらいの変態ではあるが、智貴や野球、ファッションに関することを除けば智子より常識的であり、クラスメイトや智子の母などに対して人並みにコミュニケーションもとれる。しかし、他人に対しては一定の距離を置いていて、交友関係はほぼ無く、高校での友人は光くらいしかいないため、行動を共にしている事が多い。理由の1つとして光いわく、学校内でよくやらかしてしまうことが挙げられる。また、智貴がらみで後輩の井口朱里と行動することも多い。他人の名前を呼ぶ時は名字に「さん」付けであり、それは付き合いの長い友人である優や光に対しても例外ではない。ただし朱里のことは、智貴がらみでテンションが上がった時の勢いから「朱里ちゃん」と呼ぶようになった。智子のことは、名前では呼ばず「お前」「あんた」などとぞんざいに呼ぶだけではあるが、互いに最も遠慮なく本音を言い合う仲となっている。
中学2年生の当初、智子は一人でいる優と琴美を見比べて、前述の理由により優を選び、さらに三人組になると一人がハブられるという理由で琴美と友人になることを拒絶していた。しかし、優は琴美のことを気にかけていたため、智子が風邪で休んだ際に優から声をかけて友達となった。そのため智子から琴美への印象は非常に悪く、琴美から智子へ歩み寄ろうとしても拒否され、結果として、友達の優と、優の友達ではあるが互いに快く思っていない智子との3人グループで、仕方なく関わるようになった。バレンタインデーには智貴にチョコレートを渡そうとするが、勘違いした智子に智貴の前で恥をかかされ、そのことを根に持っている。
中学3年のクラス替えで智子や優と別のクラスになったのをきっかけに交流が途絶え、卒業式でも2人に合わずに帰ってしまい、携帯電話の番号を変更したことが理由で優との交流も完全に途絶えていた。しかし、高校2年生のとき、図書委員として活動していたことで智子と再会。バレンタインデーの出来事を理由に智子は琴美のことを記憶から抹消していたため、すぐに気付いた琴美とは対照的に智子は琴美を思い出せないほどであったが、いがみ合い、お互い友人とは思っていないながらも、優を間に挟まない2人の関係を徐々に築くようになった。さらに優が智子と一緒にいた際に再会し、中学時代と同様に優を挟んだ3人での交流も戻っている。
そのような経緯から、智子のことは内心で「クソムシ」などと呼び、智子とは仲が良くないと周囲にも公言している。智子も琴美から嫌われているとは承知しており悪意を持たれていると思っている。だが、高校3年生で同じクラスになった際、智子は強く反応したものの、琴美はそこまで否定的な感情を持っていないなど、どちらかといえば強く拒絶しているのは智子の方である。実際には智子が困った際には嫌がらせなどしておらず、修学旅行時は独りぼっちでいた智子を見かねて自分達のグループに入れようとする優しさも見せ、智子がスマホを忘れた際には律儀に自宅に連絡した。そのため智子からも、実はいいやつなのかもしれないが、それはそれでむかつくという印象を持たれている。とはいえ、高校3年生時には智子から夏休みの合宿へ誘うなど、お互いある程度の歩み寄りは見せている。
一人で本を読むのが好きで、図書委員として自分の趣味の本を新刊として入れていたことが、同じ趣味を持つ智子との再会のきっかけとなった。そのため勉強は智貴や朱里に教えられる程度にはできる。智貴はそれについて、まともな一面もあることとが余計に「やべー奴」であると感じている。進学先の志望は光や夏帆と同じ国立文系。

### 高校の同学年生（1年生時からの登場）
根元陽菜（ねもと ひな） / ネモ
声 - 黒瀬ゆうこ
ツーサイドアップのかわいらしい容姿をしている女子生徒。智子とは1年から3年まで同じクラス。髪の毛は中学時代は黒色だったが、高校入学時にピンク色にし髪型も変えている。智子の中での通称は「ネモ」で、これは本名をうろ覚えだったので『Ζガンダム』に登場するモビルスーツの名前から命名したもの。1年生時は岡田茜、大松（声 - 佐藤奏美）、みきてぃといった女子や、清田、鈴木、和田などといった男子との混合である「リア充グループ」に属し、智子から観察されるだけのモブキャラクターだったが、2年生開始時より智子へ話しかけるようになり、2年生後半からはレギュラーになった。誕生日は明言されていないが、3年生のゴールデンウィーク（4月28日）までには18歳を迎えている。身長161センチメートルの普通体型。血液型B型。高校へは電車通学をしている。
読者には2年生終盤以降に明かされるが、実は高校受験時に智子と隣の席で交流を持っていた。このとき智子は、自分の名は名乗って「覚えておいて」と言いながら、陽菜が名乗っているのを聞かずにもう一方の隣にいた伊藤光に声をかけてしまった。高校入学時に陽菜は名前を見ただけで智子のことを思い出せたが、受験時に名乗りきれなかったことや本人が先述の髪型のイメチェンをしたこともあり、当の智子には高校受験時の出会いは忘れられている。高校入学時に隣の席になった際に智子に声をかけ、受験時の智子と同様に「覚えておいて」と言っており、また高校2年生時には受験時の智子のモノマネを本人に披露してもいるのだが、思い出されるには至っていない。そのため、智子が入試で光や平沢雫と関わりを持った話題になると、険のある態度を見せている。
1年生時は茜や清田らと仲の良い男女混合グループの「リア充」であることから智子に妬まれ「リア充たちの一人」程度の認識しかされていなかったが、本人は智子のことをよく覚えており、1年のときはほとんど会話はなかったが、入学時の智子の自己紹介も詳細に観察し覚えていた。2年生になってからは、隣の席の智子にたびたび話しかけるようになりリップクリームを貸したことすらある。智子もその態度に対しては、早い段階から好意的感触を持った。高校入試時および、高校1年生・2年生・3年生の開始時には、毎回智子の隣の席になっている。
リア充らしい明るく気さくなキャラを見せる一方で、実はアニメ好きで声優を目指しているが、中学時代の苦い経験から「リア充グループ」にはそれをひた隠しにしていた。2年生の三者面談の際、声優を目指していることに偶然気づいて、また学食においてリア充グループへの露見を防ぐ行為に出てくれた智子にだけは、素の性格を露わにした。アニメ好きであることは智子と共通だが、人が戦ったり死んだりするジャンルや恋愛ものは好きではなく、智子との好みは合わない。中学時代はそういった周囲との好みの違いは表に出さず押し隠していたが、2年生での学食での一件以降は遠慮なく、智子の見るアニメを好きではないと面と向かって挑発的に述べるようになった。
3年生のクラスでの自己紹介時には、素の自分を貫き通し3年連続で大恥をかいた智子に触発され、それまで秘密にしてきた「声優になりたい」という本当の自分の気持ちをクラス全員の前で明かした。さらに遠足時においては、茜と気まずくなったこともあるが今までのリア充グループからは離れ、智子らと行動を共にし、智子がうっかり口走った「ネモ」呼びを鋭く捕らえて「ネモ」「クロ」と強制的に呼ばせ合うなど智子との距離を急速に縮めた。智子に対しては、普通であってはほしくない思いがあり、智子が無難な振る舞いをしようとすると露骨に失望した態度を見せることがある。高校入学前から智子との関わりは始まっており、そのときから振り回されていると自覚している。智子本人だけでなく、智子を共通の友人として持つゆりに対しても、当初は近付くつもりはなかったにも関わらず積極的に関わる旨を宣言し、しばしば話をするようになる。その後も、智子を昼食に誘ったりアニメやファッションの話をしたりと、気のおけない友人関係を築きつつある。ただ基本的に、智子の素を引き出すため煽り気味に話すことが多いが、逆に自分が煽られることには弱く、智子のあまりに無遠慮な言動に対してはキレる場面も見られ、一度は衝動的に強く叩いたこともある。性的なことにはそこまで強くなく、保健の点数も高くない。エロゲーなどに関する智子の話題に対しても、動じていないように見せかけているが、実際にはあまり慣れていないため内心では大きく動揺している。日常アニメのような学園生活に憧れており、オタクや中二病を思わせる発言が時折見受けられる。
2年生のときから週2回、声優のレッスンに行っている。声優になったら、エロゲーの声の仕事を依頼されたとしても断らないつもりでいる。また、智子がぼんやり夢として語るラノベ作家になれた際には、そのアニメの声優として出演する願望を語っている。モノマネが得意でしばしば披露しているが、智子のモノマネについてはうっちーに言わせると、キモさの中の蠱惑さなどが足りず今ひとつの模様。
進学先の志望は演劇系の学科がある私立文系で、第一志望は森永大学。これについては2年生の三者面談の後に担任の荻野から資料を渡されている。
ブックウォーカーの人気投票で1位となったことで特別編の主役となり、彼女の中学時代の話が描かれた。話数は喪144の次にカウントされている。
岡田茜（おかだ あかね）
声 - 朝井彩加
頭頂部で髪を括った特徴的な髪型の女子生徒で、「リア充グループ」の一人。智子とは1年から3年まで同じクラス。智子の内心でのあだ名は「凸（でこ）」。1・2年生時はモブキャラクターであり、2年生の終盤まで智子との交流はほとんど無かった。千葉西中のバスケ部出身。高校へは電車通学をしている。
陽菜・清田らと仲が良く、クラス会の計画を立てるなど行動力が高い。普通の女子は空気を読んで周囲に合わせることが多いが、陽菜によると茜はそうではなく他人に合わせようとはあまりしないとのこと。「リア充グループ」の一員であるため、当初は智子の妬みの対象になることが多かった。陽菜とは入学当初からの親友であり、修学旅行では同じ班となり一緒に人力車に乗っている。その後の体育祭ではチアガールで応援合戦に参加している。最初はバスケットボールのパスミスで怪我をした智子に対してきつい態度をとっていたが（よそ見をしていた智子にも非はある）、根は正義感の強い性格で、2年生の終盤で智子が吉田茉咲に虐められていると勘違いした際は智子を救出した（後に智子に原因があると判明したため、茉咲に再度智子を引き渡した）。このことをきっかけに茉咲と話す仲になり、また陽菜とたまに話していたために気にかけつつもそれまでは「接点も無く、話すことは今後も無い」と捉えていた智子のことも、「二度と話したくないけど」と前置きしつつも、「どんな奴なのか今更めちゃめちゃ気になる」と考えるようになった。
3年生時は陽菜が声優を目指していることを自己紹介で明かしたことで、親友である自分に今まで黙っていたという事実にショックを受け一時険悪になっていた（ただし陽菜は、声優の夢そのものを嫌悪されたと誤解しており、すれ違いが生じている）ものの、遠足では智子との会話がきっかけとなり無事に関係を修復させている。その後は智子との交流も生まれ、陽菜を交えて3人で大学見学に出かけるなどしている。智子に対しての態度は回を重ねるごとに軟化しているほか、明日香とも3年生になってからは互いに名前呼びするほど仲が良い。陽菜からの呼び名は「茜ちゃん（あーちゃん）」。性的な連想をさせるもの（エロいもの）は苦手であり、その件ではいじられキャラとなりがちである。
清田良典（きよた よしのり）
声 - 高梨謙吾
眼鏡をかけた男子生徒で、「リア充グループ」の一人。智子とは1年から3年まで同じクラス。
社交的でさっぱりした性格をしており、男女を問わず人気がある。陽菜や茜らと仲が良く、彼ら自身は悪くないが「リア充」なので当初は智子の妬みの対象となることが多かった。1年生時には彼女がいたが、冬休みの間にフラれてしまっている。智子に対しては悪感情は抱いておらず、席が近くなったり学食で同席した際も気さくに話しかけるなどしている。3年生では1学期の学級委員となり、ゴールデンウィーク後の席替えでは、1年10組時代の同級生である岡、和田、智子と近い席になったことを喜んでいた。
あだ名は陽菜からは「よっちゃん」、茜からは「ヨシ」。一部の男子からは「清」と呼ばれている。
鈴木（すずき）
声 - 岩瀬周平
背が高くイケメンといった印象の男子生徒で、「リア充グループ」の一人。智子の1年生時・3年生時のクラスメイトで、在籍クラスは1年10組 → 2年1組 → 3年5組。
1年生の2学期に陽菜・茜・清田と共に、智子の周辺の座席となった。2年生時にクラスが分かれてもグループとは仲がよく、その3人と共に学食で智子と食事をしたこともある。3年生の遠足では、男子4人（清田・鈴木・和田・2年生時の琴美のクラスメイト）および女子4人（陽菜・茜・明日香・小陽）の8人グループで回ろうとしていたが、陽菜と茜がケンカにより別行動を取ったことに不快感を示し、残っていた小陽を無視して男子4人で回ることを提案した。その後、陽菜と茜が仲直りしたところに再会し、再度一緒に回ることを提案した。後に小陽がサチの忘れた教科書を借りに来るなど、小陽との関係が悪いわけではない。
和田（わだ）
やや背が低く中性的な容姿の男子生徒で、3年生時には制服の上からパーカーを着用している。清田や陽菜と仲が良く「リア充グループ」に属している。智子の1年生時・3年生時のクラスメイトで、在籍クラスは1年10組 → 不明 → 3年5組。
漫画が好きで、1年生時には交流の無かった智子が同じ漫画好きだと知ると、気さくに話しかけてくるようになる。智子は1年生時に同じクラスであったことすら覚えていなかったものの意気投合しており、彼女にとって「ここ5年間の間で、弟を除いて、初めて5分以上会話した男子」となった。
初芝（はつしば）
声 - 杉田智和
漫画研究部所属の男子生徒。2年生時は琴美の、3年生時は智子のクラスメイト。在籍クラスは1年7組 → 2年6組 → 3年5組。外見は典型的な醜男のオタクで、容姿が漫画『賭博黙示録カイジ』に登場する安藤というキャラクターに似ており、智子からは心の中で「絵の描ける安藤」と呼ばれている。漫画を優先するストイックな性格。
1年生時は、美術の授業をサボったため、同じくサボった智子とお互いの似顔絵を描く課題の居残りをさせられる。似顔絵が萌え絵のように可愛く描かれていたため、自分に気があるのかと智子は勘違いするが、これは課題を早く仕上げたいがために「速く描けるから」という理由で描いたモブ絵であった。これについて、当時は部活で忙しいからと言い訳していたが、3年生時に実は似顔絵が苦手だから逃げていたと述懐している。
その後、2年生時の喪48にて再登場。漫研部の先輩に頼まれて図書室を訪れ、智子と再び遭遇する。しかし初芝本人は智子のことをはっきりと覚えておらず軽くあしらう。
3年生時の喪131では、遠足先の遊園地に来てまでペンを持って場内のスケッチ練習に打ち込む様子を見せる。そこで智子を目撃し、ようやく課題居残りの時のことを思い出した初芝は、2年前とはまるで違う智子本人のリアルで的確な似顔絵を描き上げた。その後もスケッチを続けていた際、通りがかった小陽から聞こえよがしに悪態を吐かれるが、初芝は黙殺、「小陽がボンデージスタイルで目隠し首輪拘束され、真子にイヌとして引かれている」という内容の即興スケッチを描いた。

### 高校の同学年生（2年生時からの登場）
田村ゆり（たむら ゆり）
外見は黒髪で二つ結びにミニスカートの女子生徒。修学旅行の際、智子と一緒の班になったときから関係が始まり、智子の高校における初めての友人となる。智子とは2年から3年まで同じクラス。親友である真子とは1年から3年まで同じクラスで、サチ・凪・楓とも1・2年生時まで同じクラスであった。小陽とも1年から3年まで同じクラスであるうえ、さらに中学時代からの同級生であるが、関係性は犬猿の仲で互いに軽蔑している。身長160センチメートルのやせ型（ただし胸は大きい）。血液型O型。高校へは電車通学をしている。
大抵イヤホンで何か（内容は不明）を聴いてたり、ポケットに手を突っ込んでいて、あまり感情を表には出さない性格。智子の小陽に対する悪態や、下品なネタについ吹き出してしまったことが何度かあるが、毎回そのことに気づかれないようごまかそうとしている。修学旅行の班決めの際、一緒の班になる約束をしていた真子が、自分と不仲な小陽に誘われて断り切れず別の班に行ったため、真子との仲が険悪になり孤立し、拗ねていた。しかし、修学旅行を通じて智子や茉咲と親交を深め、真子とも仲直りする。その後も智子に積極的に声をかけてきたり、昼食に誘って共にしたり、茉咲と共に智子の側にいる機会が増える。その過程で智子のおかしな性格をだんだん理解し、呆れながらも動じず付き合っている（真子いわく「智子と一緒にいるゆりは付き合いの長い自分でも見たことのない表情をしている」）。茉咲に対して物怖じしたり遠巻きにしたりはしておらず、様々な場面で不用意な言動から茉咲の激昂を買う智子をかばう羽目になるが、智子の性格を理解してからは敢えて静観するケースも増えてきている。
真子はもちろんのこと、智子・茉咲も自身にとっては特別な存在になりつつあり、2年生終了のクラス打ち上げ終了後は「もう少しこのメンバーで一緒にいたい」と打ち明けた。智子や茉咲のことは、その性格上、クラスや学校が離れたら自分から関わってくるタイプではないと考えていることからも、彼女たちとの関係性を繋ぎ止めることに拘っている。3年になってからはその想いがさらに強まり、優や陽菜と仲睦まじい智子を見て自分と智子の思い出を一方的にまくし立てて張り合ったり、遠足では、まだ名前呼びされていない自分を差し置いて陽菜をあだ名で呼んだ智子に露骨に不満な態度をとったりしていた。
その後、ゴールデンウィークに智子と大学見学に出かけたのを機に、互いに「智子」「ゆりちゃん」と名前呼びするようになる（ただし智子は、心中では「ゆり」と呼んでいる）。その前までは、ゆりから智子に対しては「黒木さん」呼びで、智子はゆりの名前を呼んだことがない状態が続いていた。それ以降は精神的にも落ち着き、夏合宿では真子や智子がいなくても、ある程度は他人とコミュニケーションが取れるようになった。
真子とは異なりあまりコミュニケーションが得意ではなく、人の好き嫌いも激しい。真子によると、めったに同意をすることがないとのこと。自分で謝るべきことも真子に丸投げしようとしたり、友人から差し出された食べ物を終始無言で食べるなど、常識やモラルが欠けた部分も見受けられる。物の扱いが、力任せでぞんざいな面があり、特に智子相手には感情的になると叩いてしまうという悪癖もあるため、智子からは暴力キャラと認識されている。学業成績は智子と同程度だが、倫理の点数が智子より高く、それについて智子から「倫理観0のくせに」と思われている。性的なことに対する耐性は強くて智子の行動にも動じることはなく、智子から薦められた漫画アプリでエロい要素のある漫画を読んでいたことなどから、智子からは「むっつり」と言われている。
1年生時には真子・小陽・サチと同じグループに属していたことが後に明かされるが、2年生時の物語登場時点では真子以外の友人は居ない。また、後輩の平沢雫のことは、智子の友人としてのプライドもあり、当初は完全に無視していた。うっちーとの関係も、うっちーが智子への執着からゆりに無神経な態度を取っていたことが大きく影響し、当初は折り合いが良くなかった。しかし、話が進むにつれて彼女との対立は見られなくなり、挨拶や会話を交わす関係へと変化している。
進学先の志望は元々決めておらず、真子の志望である国立文系の千葉西大学を見学したが、智子と同じ私立文系の青山学園大学を受験することを決めた。
吉田茉咲（よしだ まさき）
見た目はヤンキー風で、スタイルが良い女子生徒。智子とは2年から3年まで同じクラス。行動や言葉遣いは粗いが、性的なことに関しては非常にうぶであり、さらにファンシーなキャラものを好むという乙女な一面もあって、智子から「ピュアヤンキー」と呼ばれている。身長165センチメートルの引き締まっている体型。血液型B型。高校へは電車通学をしている。
休み時間はあまり教室におらず、中庭で昼寝をしていたり、別のクラスのヤンキー友達である杏奈・麗奈とつるんでいることが多い。その2人からも「頭は悪い」と見られている様子だが、学業成績としては智子・茉咲・杏奈は同程度。
修学旅行の班決めの時期に学校を休んでいたため、余りものとして智子の班に入ることになった。そのときはクラスの女子からは苦手扱いされていて、智子もゆりも茉咲に興味を持っていなかったが、修学旅行とその後の学生生活を通して互いに友人関係を築きつつある。
智子からは、ヤンキーに対する偏ったイメージから、悪気はないながらも極めて無神経な物言いを何度もされており、その度に智子に制裁を加えているが、ゆりによれば、やりすぎるほどの制裁はしていない。またそれが、ゆりや茜が智子に対し興味を持つきっかけともなっている。
直情的でガラの悪さが目立つ一方で、智子と相合傘をして帰る羽目になった際は自分が濡れるのを厭わず智子を雨から守ったり、遠足時に喧嘩をしていた陽菜と茜の仲を取り持とうとしたり、グループからはぐれてしまったゆりを心配するといった優しさも持っている。喪115では卒業を迎えた今江恵美に別れの挨拶ができないでいた智子を彼女の前まで引っぱって行き、二人が最後の交流を持つ手助けをした。智子への友情は素直に口にせず、2年生のときは仲が良いわけではないなどと恵美に対して言っていたが、次第に態度が軟化しており「遊び相手がいなかったら言えよ」と言い、気にかけている。
智子や智貴に偶然に胸を触られたり、犬（マロ）に股間に入られたりと、性的アクシデントの被害に遭うことが多く、智子いわく「ラッキースケベ発生機」。
ひょんなことから知り合った智貴のことを「コゾー（小僧）」「智（とも）」呼びするなど気に入っているが、彼が智子の弟であることには家に行くまで気が付いていなかった。
運転免許所持者で、原付バイクに乗っている。
内笑美莉（うち えみり） / うっちー
智子が修学旅行で一緒の班になった女子生徒。智子の2年生時のクラスメイトで、在籍クラスは2年4組 → 3年4組。「内さん」と呼ばれることもあるが、多くの友人達からは「うっちー」というあだ名で呼ばれている。容姿が記号的なため、智子には内心で「絵文字（顔文字）」、茉咲には「さっぱりした（顔の）奴」と呼ばれている。身長160センチメートルのモデル体型。血液型A型。後ろ姿や目を瞑った際の顔は優と似ている。友人グループのメンバーの中でも特に宮崎、かよ、凪、なつ、楓の女子5人と仲が良い。高校へは電車通学をしている。
いわゆるリア充のグループに属する女子（2年生時の智子目線では「キョロ充」とされていたが、どちらかといえばグループの中心的な人物）。初登場は修学旅行より前の喪59で、その時はバスで智子の隣の席だったが、智子とは話さず後ろの席の友人とばかり話し、智子にも意図的に無視している印象を与えた。修学旅行で智子の班に所属したのは人数合わせのための形式上で、班行動は共にせず友人達の班に加わっていた。当初は、修学旅行の同班メンバーを、友達がいないことを理由にやや見下している節があった。最終日の宿で、同室となった智子の奇行に遭遇。その後、智子とはなるべく関わりたくないという本人の意志とは裏腹に、修学旅行や体育祭、バレンタインデーにおける智子の偶然の挙動に振り回され、いつの間にか智子の「キモさ」に執着し屈折した好意を寄せるまでに変化。智子が絡むと「キモい」と言うのが口癖となったが、これは一般的にいう「ヤバイ」と類似の意味合いで使っていて、自身のツンデレ気質もあって嬉しい時などにも口走ってしまうことがある。そしてついには智子に関心を持ち過ぎたあげく、智子と智貴が姉弟であることを一目見ただけで看破したり、近くにいる智子の気配を瞬時に察知できるまでになった。
3年のクラス替えでは智子と別のクラスになり、仲のいい友人全員とは同じクラスだったにもかかわらず泣いて転げ回った。クラスが別になったことで智子への好意と関心はさらにこじれて増長しており、遠足時には無理やりな理由をつけて智子のグループに加わったり、学校での休み時間には智子の後をつけたりしている。基本的には智子に直接話し掛けたりはせず、遠くから眺めていたりすることが多いが、たどたどしく「黒木」呼びして話し掛けることもあり、漫画の話に（自分の知る漫画の名前を無理矢理に挙げて）強引に入り込んできたりすることもある。また気付かれにくいようにしながらではあるが、智子にお菓子を渡したりもするし、打ち上げでは肉を丁寧に焼いて渡したりもしているので、智子からは「いつもなんか渡してくる」と認識されてはいる。しかしうっちーの態度が素直でないせいもあるが、智子としてはうっちーの好意には気付いておらずむしろ避けられているように思っていて、自分に話し掛けてこられただけでも驚いているし、友達と思っていると打ち明けられた際にも大きく驚いていた。
智子への関わりを除けば気配りのできる常識人で、グループ内での人望も厚い人気者。しかし智子のことが絡むと、友人グループとの付き合いを蔑ろにしてしまったり、自分の要求を通そうと駄々をこねたりと、周りの見えない行動をしてしまうようになる。それが原因で、友人グループには違和感や不快感を与えることに繋がってしまっていた。逆に言えば、それが友人グループとの絆の強さを表しており、彼女らのケンカに巻き込まれた智子も、外から見ていたような薄い繋がりでは無いことを理解するようになった。
勉強は友人に教えられる程度に頭が良く、進学先の志望は私立文系で、第一志望は智子や友人達（宮崎、かよ、凪）と同じ青山学園大学。
田中真子（たなか まこ）
ショートヘアでソバカスが特徴的な女子生徒。智子とは2年から3年まで同じクラス。親友であるゆりと、友人の小陽とは1年生から同じクラス。ゆりからは「真子」、一部の女子からは「まこっち」、陽菜からは「まこちゃん」、茉咲などからは「田中」と呼ばれる。身長160センチメートルの普通体型。血液型O型。高校へはバス通学をしている。
修学旅行の班決めが原因でゆりと喧嘩をしていたが和解し、3日目はゆりに茉咲と智子を交えて同伴する。その後はゆりを介して智子とも昼食を共にする仲になり、智子とは「友達の友達」レベルの関係に留まっていた。修学旅行の班決めにおいてゆりを裏切る形で小陽の班に入ったことや、後に智子に一人で昼食を取らせたことについては、後に嘔吐するほど罪の意識を抱いており、そのときにすれ違いによって智子のことを「ものすごく良い人」と勘違いし、トイレの個室で「友達になってほしい」と真剣に懇願する。それが原因で智子からは「ガチレズ」だと勘違いされかけ、内心では「ガチ●ズさん」と警戒されるようになるも、他人行儀ながら「真子さん」と呼ばれ、漫画の貸し借りをするなどなどゆりを挟んだ友達付き合いをしている。
人当たりがよく優しい性格で、うっちーや小陽らクラスメイトとも気軽に話すほか、クラスではやや浮いた存在の茉咲や智子とも仲良くなっている。1年生時と2年生時のバレンタインデーでは女友達に友チョコを配っている。また、自身が周囲からどう見られているか客観視できる感覚も持ちあわせており、保健体育で満点をとったときには、同じく満点の初芝、小宮山、加藤とは対象的に顔を赤らめ、茉咲に「満点は偶然である」ことを強調していた。1年生時にはクラスの男子と交際していたこともあるが、真子いわく、一度2人で遊びに行った程度だとのこと。八方美人な面があることから小陽の誘いを断れないなど押しに弱いところがあるが、ゆりや茉咲など親しい間柄の相手には強くたしなめることもできる。また、1年生の時にはクラスの男子にゆりのメールアドレスを無断で教えたり、智子から借りた漫画を茉咲へ無断で又貸ししたり、後述の通りゆりに嘘をついて茉咲へ連絡を取るなど、若干倫理的に問題のある行動を取ることもある。
以前からゆりのフォローをするのが日常であったようで、特に3年生になってからは智子がらみで暴走しがちになったため、叩かれたこともある。また、3年生時の遠足では途中から智子たちのグループを離れ、友人から見放され孤立していた小陽と行動を共にするが、自らの言動が原因で苦境に陥っても何ら改善しない彼女の性格に心を痛めている。小陽やサチたちのグループとの友達づきあいも続いており、環境が悪いことも理解しているが、指摘できないでいる。3年生時の遠足以降は特に茉咲を気に掛けており、智子と茉咲の謹慎時はゆりへ嘘をついてまで茉咲と連絡を取り合い、進路の相談に乗っている。
進学先の志望は教育学部のある国立文系で、第一志望は千葉西大学。学校見学は2年生の時に行っている。
加藤明日香（かとう あすか）
猫目とロングヘアーが特徴的な女子生徒。智子とは2年から3年まで同じクラス。長身でスタイルも良く、身長167センチメートルのモデル体型。血液型O型。家族は、同じく派手めな外見をした母（喪90に登場）と、青山学園大学を卒業した兄がいる。高校へは電車通学をしている。
初登場は喪71で修学旅行での新幹線の中。それ以前には、喪58にて智子の家に電話をかけてきた（声のみ）。喪106以降では智子に化粧を施しているが、笑いを強く誘う出来栄えとなっている（ただし、智子は気に入っている）。体育祭では茜・陽菜・うっちーらと共にチアダンスにも参加している。派手めな外見とは裏腹に智子はおろか、ゆり・小陽・オタクグループの男子など誰に対しても分け隔てなく話しかける気立ての良い人物。2年生時のクラスの打ち上げ回では気配りの高さを見せ智子に「お母さんなの？」と内心思われた。ただし、他人の悪口を吹聴する人間や、態度をはっきりさせない相手には静かな怒りを表すこともある。
3年生時には茜と親睦が深まり、互いに「茜」「明日香」と名前呼びする仲となった。遠足で智子が茜と陽菜の仲を（偶然）修復するきっかけを作った場面を見て智子に一目置くようになり、智子から貰ったキーホルダーを喜んで付けたり、智子がおしゃれを望んだ際は電話で約束をとり朝早くからメイクを施すなど、好意的に接している。遠足において№1キャバ嬢とでも言うべき包容力を目の当たりにして以来、智子は明日香に対してはデレデレしたり必要以上に気を遣ったりしており、それが却って明日香との距離を生んでいる側面がある。智子と2人で出かけた大学見学の際は、何かと自分に遠慮して行動を合わせてくれる智子に「本当の気持ちを知りたい」と語りかけ、智子の内面を知っても動じず笑顔で受け入れたことから彼女に「マリアさま」と称された。智子の性的言動にも抵抗なく、性器のことをストレートに英語で呼ぶが、性的でない意味合いの言葉を誤解して動揺したこともあった。一般的には「加藤さん」、親しい友人からは「明日香」と呼ばれるが、うっちーからは「加藤」と呼ばれている。
進学先の志望は私立文系で、第一志望は智子と同じ青山学園大学。中学生の時、兄が通う青山学園大学のクリスマスイベントに感動して進学を志した。そのため、智子が自分と同じ青山学園大学を目指していると発言したことを非常に喜んでいるが、智子の態度がどうしても対等とならず、素の部分を見せてくれないことに落ち込んでいた。しかし、智子の親友である優によって、友人であっても見せたい面は人によって異なると諭され、智子だけではなく優の「智子と同じ大学へ行きたい」という夢もサポートするようになった。夏合宿では親友の夏帆に、智子への態度が「お母さん」のようだと指摘され、さらに美保からは「風夏と同じ天然キャラだが隙が無いのが良くない」、優からは「ダメなところや恥ずかしいところも見せるべき」とアドバイスも得て、智子は甘えてもいい相手だと気づき、本来の自分の素に近い「妹」のように、本来は（智貴の）「姉」である智子へ接するようになった。それにより、呼び方も「明日香」「智ちゃん」と変えている。
南小陽（みなみ こはる）
八重歯と逆三角形（形はときどき変わることがある）のヘアアクセサリが特徴的な女子生徒。智子とは2年から3年まで同じクラス。真子たちからは「南さん」、サチたちからは「小陽ちゃん」と呼ばれる。
1年生時からの友人である真子とは修学旅行で同じ班（小陽が半ば強引にそうさせた）。中学時代からの同級生であるゆりとは折り合いが悪く、修学旅行以降はより確執が深まっている。また、ゆりの友人である智子のことも見下して嫌っている。真子と話すに当たっては、ゆりや智子と同時に関わらざるを得ない状況は避けるようにしており、喪99ではゆりが欠席なので真子を昼食に誘っている。
本心から嫌悪感を抱いているわけでなくとも、他人の悪口を好んで話題にする悪癖がある。悪口は本人の前では言わないが、逆に本人の前でさえなければ平気で大きな声で言い続ける。また、他人が誰かを批判するようなことを言っていたら、それを自分が好む悪口と同種のものと安易に判断し、自分もいつも通りの悪口で乗じていこうとするので、悪口・陰口を好まない者とは非常に折り合いが悪い。2年生時のクラスの打ち上げ回では、何かとゆりに付こうとする真子を笑いながらではあるが（近くに居るゆりへの聞こえよがしに）「裏切者」と称したり、学校の廊下で転んだ智子を笑うといった行動が見られた。いわゆる「キョロ充」の典型で相手を表面上のステータスでしか判断せず、「リア充」には取り入ろうとし「非リア充」は露骨に格下扱いする。悪口を言って拒絶され孤立したときなどは落ち込んだりもするが、すぐまた平気で悪口を言うようになる。真子からも、明示的な拒絶こそされていないものの、決して良い心象は持たれていない。自身も他に話し相手がいないときなどは真子に積極的に話し掛けていくが、逆にステータスが上で自分が関わっていけると判断した相手がいる場合は平気で真子から離れていく。
3年生に進級した喪122では真子以外の友達であるサチ・ノリ・マキが3年4組となったことでクラスが離れてしまい、茜と明日香に取り入ろうとした。だが、遠足の際に智子と陽菜への不平を述べた茜に乗じ、共感を得ようと智子の悪口を言って逆に突き放され、さらに勢い余って陽菜の悪口も言ってしまい、茜とは完全に決裂。その後も教室で明日香にメイクを施された智子を（そうとは知らず）大笑いしながら徹底的に侮辱したことで、明日香からも完全に見放された（この時、明日香の方は平静を装っていたが、同じくメイクで笑いかけた陽菜は明日香の内心を察して凍りつき、難を逃れた）。喪132の遠足後の登校シーンでは同じクラスで一緒に昼食を食べられる相手を完全に失い、やむを得ずクラスが別になったサチ・ノリ・マキのもとに行くシーンが描かれている。しかしあまり頻繁に彼女たちのもとに行くと馬鹿にされると考えており、実際にやや小馬鹿にした言葉を掛けられてもいる。喪134では、「みんなケンカすればいいんだ」などと考えている。のちに「彼氏持ち（リア充）」を理由に三家に接触を図るも、三家とその彼氏の仲の良さを見せつけられた上、彼女のとんでもない味の料理を食べて悶絶するという憂き目に遭ったが、その時もサチ・ノリ・マキに悪口を言いに行こうと考えていた。
智子との直接の交流は無いが、彼女からは「キバ子」「キバコ」とあだ名を付けられている。自身が好む悪口については、主に智子についてのもので何度も他者から拒絶的態度を示されている。上記の茜や明日香の件のほか、2年生の終盤においては陽菜から威圧的態度を示され、3年生時にはうっちーからは智子の写真の送信を求められたがそれに応じた直後に用済みとなり強烈な拒絶を受けた。
喪187からは四季と交流するようになり、それを機に心境に変化が生まれている。
美馬サチ（みま サチ）
黒髪ロングの女子生徒だが、喪188までは他の一般的なモブキャラクターと同様に、目は描かれていなかった（ノリ・マキは喪188以降も目は描かれていない）。智子の2年生時のクラスメイトで、3年生時は4組に在籍。1年生時は前述の通りゆりたちと同じクラスであった。喪191で苗字が明らかになっている。
真子・小陽の友人であり、1年生時はゆりも含めた友人グループであったが、物語登場時には小陽と同様にゆりとは決裂している。3年生のクラス分けで真子・小陽とは別れ、ノリ・マキと共に3年4組へ進級したため、いつもサチ・ノリ・マキの3人で行動していることが多い。
小陽と同じく人の悪口・陰口を言いたがる性格であるが、入学当初は「口に出すのはさすがにまずい」と思い自重していた。しかし、忌憚なく不謹慎なことを口にする小陽と出会い、意気投合。次第に、自分から言い出すのではなく人に言わせるように仕向け、悪口の責任を持たないようになる。そのため、仕向けても悪口を言わない真子を面白く思っておらず、簡単に悪口を言う小陽を気に入っている。悪口の対象には友人グループも含まれており、内心や影では小陽の悪口すらも言っている。
しかし、2学期になると小陽が四季に近づいて行き、自身から離れつつあることへの焦りから悪辣な言動がエスカレートしていく。また、それまではサチやノリ同様にモブキャラクターのような目無しだったのに対し、これ以降は凍りついたような鋭い目を持つ、禍々しい雰囲気を醸し出した描写になっている。最終的には、小陽の失言をきっかけにノリ・マキとの関係を自ら完全に終わらせる行動を取ったことで、友達がいない「ぼっち」となり、校舎裏で一人で弁当を食べるようになるが、友人関係を続けたいとやって来た小陽と「表で」お互いの悪口を言い合い、ついに何のタブーも存在しない友人関係へと発展した。
伊藤光（いとう ひかり）
ツインテールの髪型とバツ印に留めた前髪のヘアピンが特徴の大人しい女子生徒。琴美とは1年から3年まで同じクラスで、智子の3年生時のクラスメイト。吹奏楽部所属で担当はトランペット。琴美の親友であり、彼女を「こと」と呼んでいる。智子の内心では「コオロギの友」「こみ友」と呼ばれている。
琴美とは1年生1学期の球技大会からの中で、修学旅行など常に行動を共にしている。琴美の私服の趣味やその奇矯な性格には若干ひいている様子もあるが、決して遠ざけない。琴美がおかしくなっているときは自分も琴美も楽しいときと発言しており、むしろ琴美の異常さを知り尽くしながら、彼女のトラブルに遭遇しても表情を変えず「見（けん）に回る」判断をとるなど、すべて飲み込んで対処できる、第三者から見れば常人離れした神経の強さがある。また琴美について智貴から聞かれた際には、異常なほど詳細に語り、光をまともそうと思っていた智貴も「やべー奴」と認識を改めた。一方、光から智貴のことはまともすぎてちょっと引くと思っている。また、夏合宿では風呂のロッカーの暗証番号を覚えやすいという理由で「5103（ことみ）」にしていたため、夏帆からは引かれてしまった。
高校受験時に、智子とは陽菜と共に両隣の席だったために面識があり、3年生の新学期初日にそれを智子に直接指摘した。元々は琴美以外と話すことはあまり好きでは無かったが、智子と同じクラスになったことで自然と琴美の周りにも人が増え、様々な人たちと関わることにも興味が持てるようになってきている。進学先の志望は琴美と同じ国立文系。
つぐ
ワンサイドアップが外見上の特徴の女子生徒。智子の2年生時のクラスメイトで、在籍クラスは2年4組 → 3年6組。
2年生時の学級委員長と思われる人物。何かと仕切りたがるが、自身は掃除中に駄弁り、智子の居眠りは注意してヤンキーである茉咲の居眠りは見逃すなど、リーダーらしくない一面が時折見られる。三家と親しく、3年生の夏休み中も毎日会っていたという。
読者受けの悪いキャラであり、智子に対してあからさまに無関心な態度がウザがられている。
三家（みけ）
三つ編みにしたおさげ髪が特徴の女子生徒。智子とは2年から3年まで同じクラス。
快（かい） / かっくんと呼ばれる彼氏がおり、ラブラブである。料理を趣味としているが腕前は壊滅的であり、2年生時の喪42では調理実習で作った「彼氏のために初めて作った料理」を智子に味見してもらうが、それは一口食べた智子が意識を混濁させつつ「豚の餌」「生ゴミ」と形容するほどの凄まじい一品であった。智子は三家の彼氏を同じ目に遭わせるために意地で完食し「おいしい」と伝えたため、三家はその後も自身の料理下手に対しては無自覚である。彼氏の方は普段仲睦まじくしている手前、態度には決して出さないものの「飲み込めない」と誤魔化すなど、明らかに苦戦していることがうかがえる（智子は、その料理により嘔吐したその日の放課後に、階段で嘔吐音を聴いており、それが彼氏のものであると判断した）。3年生時の喪145では小陽から誘われて彼氏と3人で昼食を共にし、小陽に自作のおかずを食べさせ、意図せずしてかつての智子と同じ憂き目に遭わせた。
柿沼（かきぬま）
智子が2年の二学期から隣の席になった眼鏡をかけた痩せ型の男子生徒。智子の2年生時のクラスメイトで、3年生時は別クラスとなり詳細不明。
オタクであり、周りの席のオタク男子2人と仲がいい。体育祭では陽菜と二人三脚することになり動揺していた。智子と会話をすることは無いが、観察対象となることが多い。また、オタク故のスクールカーストの低さから、小陽やサチからは格好の嘲笑の対象になっている。
宮崎（みやざき）
うっちーの友人グループの一人で、長髪の後ろの一部をポニーテールの髪型をした女子生徒。智子の2年生時のクラスメイトで、3年生時は4組に在籍。うっちーとは特に仲が良い描写が多く、「みやちゃん」と呼ばれている。真子とも仲が良く、連絡先を交換している。智子の内心では「みやなんとか」と呼ばれている。
3年生時のクラス発表ではうっちーと同じクラスになれたことに大喜びしていたが、直後にうっちーが泣き喚いて地べたを転げ回ったため慌てて「（下着が）見えるから!!」と注意をしていた。遠足では長らく別行動をとっていたうっちーを見つけた際、特に理由を問いただすこともなく笑顔でグループに迎え入れた。智子に対してはうっちーほど関心は持っておらず、仲間内で「例のあの人」と呼んだり、同じ電車で通学しているため電車内で隣り合わせたときは「すごい気まずかった」と述べるなど、苦手意識を持つ。進学先の志望は私立文系で、第一志望は青山学園大学。
かよ
うっちーの友人グループの一人で、ぱっつん髪の女子生徒。智子の2年生時のクラスメイトで、3年生時は4組に在籍。智子の内心では「ぱっつん」と呼ばれている。
うっちーや宮崎とよく行動を共にし、楽しげに過ごしている描写が多い。物言いはハッキリしており、たとえ友人相手であっても不満な点は臆せずに指摘する。智子のことは宮崎と共に「例のあの人」呼ばわりして少々見下しているきらいがあったが、3年生時の球技大会で気まずくなった自分とうっちーとの仲を取り持とうとした智子の姿を見て、認識を改めた様子。進学先の志望は私立文系で、第一志望は青山学園大学。
大隣凪（おおとなり なぎ）
うっちーの友人グループの一人で、胸が大きい緑髪のポニーテールに眼鏡の女子生徒。智子の2年生時のクラスメイトで、3年生時は4組に在籍。1年生時は楓の他、ゆり・真子・小陽・サチのグループと同じクラスだったことが明かされているが、ゆり達のグループとの関わりは無かった。智子の内心では「メガネさん」と呼ばれている。
メンバーの中でもまとめ役であり、2年生終了のクラス打ち上げでは幹事を務めた。3年生時の球技大会ではうっちーとかよの仲や、うっちーと智子の仲を取り持っており、うっちーの智子に対する態度に理解を示して智子と連絡先を交換した。元々は別のグループと関わることを避けていたが、夏合宿のころには智子やゆりなど他のグループとも積極的に関わりたいという気持ちに変わっており、うっちーの友達グループの中では最も智子を気に入っていて、もっと早く仲良くなっておけば良かったと発言している。進学先の志望は私立文系で、第一志望は青山学園大学。
なつ
うっちーの友人グループの一人で、前髪をそろえたショートヘアの女子生徒。智子の2年生時のクラスメイトで、3年生時は4組に在籍。
メンバーの中では唯一の彼氏持ちで、別行動が多い。特に凪と仲が良い描写がある。
楓（かえで）
うっちーの友人グループの一人で、腰までの長い髪を一本の太い三つ編みにまとめた女子生徒。智子の2年生時のクラスメイトで、3年生時は4組に在籍。前述の通り、凪とは1年生から同じクラス。
比較的ドライな性格で、自分の成績では受からないからと青山学園大学のオープンキャンパスにも参加していない。3年生時の球技大会でも一歩引いて様子を見ていた。一方、遠足では一人になってしまうゆりに対し一緒に回ろうと誘うなど、優しい面もある。なお、2年生の体育祭ではうっちー・凪と共にチアダンスに参加しているが、本番のダンスの描写は後にうっちーの部屋で飾られていた写真以外にはない。
杏奈（あんな）
吉田茉咲のヤンキー系友人の一人で、巨乳でたれ目の女子生徒。在籍クラスは3年6組（2年生時は不明）で、智子と同じクラスになったことは無い。
茉咲の一般常識のなさを指摘したり、遠足で茉咲と麗奈が大喧嘩をした際は仲裁に入るなど、ヤンキーグループ内における良識的な立ち位置にいる人物。学業成績は智子や茉咲と同程度であるらしい。進学先の志望は不明だが、大学受験はしない模様。犬のマロが智子の「チンチン」の命令により茉咲のスカートに頭を突っ込んだ際、智子が茉咲に物怖じをせずセクハラ発言をしてしばかれているのを見て、智子のことを気に入った。
麗奈（れいな）
吉田茉咲のヤンキー系友人の一人で、目に影がかかっている女子生徒。在籍クラスは3年6組（2年生時は不明）で、智子と同じクラスになったことは無い。
3年生時の始業式をサボったり、バイク通学をして学校から謹慎処分を受けたりと、素行はあまり良くないが、茉咲と喧嘩をした際は（自分に非が無くても）すぐ仲直りに歩み寄るなど、さっぱりした性格をしている。進学先の志望は専門学校だが、出席日数が少ないことから卒業が危ぶまれているとネタにされている。普段は校則違反のバイクで通学しているが、通学電車は智子・風夏・宮崎と同じ。
二木四季（ふたき しき）
黒丸の目など、うっちーとは異なる形ではあるが記号的な顔が特徴の女子生徒。智子の3年生時のクラスメイト（2年生時の在籍クラスは不明）。智子の内心でのあだ名は「絵文字MK-II（マークツー）」。身長159センチメートルのやせ型（スタイルはいい）。血液型AB型。
細身で目立たないモブキャラクターのような風体ながら、2年生時の体育祭の騎馬戦では5騎のハチマキを奪取、休み時間には教室床で全開脚の柔軟体操にはげみ、遠足では射的の凄腕を見せ、ゲームセンターでは各種ゲームで圧倒的強さを発揮するなど、身体能力のポテンシャルの高さと、感情不明なままの奇行ぶりを発揮する怪女子。プロゲーマーを目指していると自ら公言した。そのために、テスト期間中であっても放課後はゲーセン通いをしているが、学業成績は智子よりも上である。コミュニケーション能力はあり、ゲーム友達である学校の男子グループと仲が良いほか、智子やヤンキーグループとはゲームセンターで遊ぶ仲となっているが、相手に合わせた言動をすることは極めて苦手。本人もそのことは自覚しているが「相手に合わせられる方が私に合わせたら良い」と意に介していない。夏休みに入ってから動画配信サイトにチャンネルを開設してゲームプレイ動画をあげており、再生数を上げるための工夫として少しきわどい動画もあげるようになっている。
楠夏帆（くすのき かほ）
加藤明日香・美保・風夏の友人の女子生徒。黒髪のショートボブヘアーにソバカス顔が特徴。智子の2年生時のクラスメイトで、3年生時は4組に在籍。誕生日は9月18日。智子の内心では「KAHO」と呼ばれている。
明日香の親友で、互いに名前で呼び合うほど仲が良く、3年でクラスが分かれても昼食を共にしたり勉強会をしたりと交流を続けている。別クラスである美保・風夏とも仲が良い。2年生時には智子やゆりと交流がなく、明日香が夏帆の名前を挙げても智子やゆりは思い出せなかったが、のちに勉強会を通じて智子やゆりと知り合いになった。あまり動じない性格で、智子が謹慎して明日香が落ち込んでいるときも横で食事をしていたり、合宿での琴美の行動にも全く引く様子を見せていない。ただし、光の行動には少し引いていた。進学先の志望は国立文系で、第一志望は千葉西大学。
佐々木風夏（ささき ふうか）
明日香・夏帆・美保の友人の女子生徒。黒髪ロングのポニーテールに凛とした顔立ちが特徴で、明日香と同じく長身でスタイルが良い。在籍クラスは3年6組（2年生時は不明）で、智子と同じクラスになったことは無い。智子とは同じ電車で通学していながら面識がなかったが、のちに勉強会を通じて知り合いとなる。
運動が得意で、中学時代は陸上部。高校2年の体育祭ではチアリーダーを務め、3年の球技大会ではソフトボールに参加しウインドミル投法を披露、3年5組との準決勝戦では決勝打を放つなど大活躍した。その運動神経と容姿の良さから、当然のように学内のトップカースト女子の一員になっていて、運動部の先輩と付き合っているという噂も出回るほどであるが、実は処女であり、性格も雑でぶっきらぼうなところが目立つ。智子と明日香の間で卑猥なことが行われたかのような場面に居合わせ、その真相を聞こうとするも毎回はぐらかされるなどして聞き出せず、聞き出したかと思ったら次の謎が残され、それが勉強に影響が出るほど強く心にひっかかっていて、成績も落ちている。本人はそのことを「黒木に振り回されている」と苦々しく思っており、一矢報いるために、電車内で智子に大声で架空の性体験を自慢するなどして周囲を引かせている。そういった行動や、朝から豪快にビュッフェで大食いしたことなどもあり、智子の内心では「ゲス乙女」「低能ゲスブタゴリラ」などと呼ばれている。またその天然ぶりから、友人グループだけではなく、優からもダメ人間の代表のように扱われてしまっている。進学先の志望は私立文系で、第一志望は青山学園大学。
成田美保（なりた みほ）
明日香・夏帆・風夏の友人の女子生徒。ショートヘアのギャル。在籍クラスは3年6組（2年生時は不明）で、智子と同じクラスになったことは無い。
明るい性格をしており、3年の球技大会の表彰式ではチーム代表者としてノリノリで壇上に上がった。のちに勉強会を通じて智子と知り合いになる。ノリは良いがしっかりしており、夏合宿ではあまり勉強をしているそぶりを見せていないにも関わらず、風夏と異なり無事にクラスを上がった。周りがよく見えており、友人達のことを冷静に評価できる。智子や優ともすぐ仲良くなって、「クロちゃん」「成ちゃん（なるちゃん）」と呼んでいる。進学先の志望は私立文系の青山学園大学。

### 高校の上級生
今江恵美（いまえ めぐみ）
声 - 野中藍
智子の1学年上の先輩。黒髪ロングの女子生徒。3年生時の在籍クラスは3年6組（2年生時は不明）。身長157センチメートルの普通体型。血液型A型。
校内での人気・人望ともに厚く、2年生の時に文化祭実行委員長を務め、3年生の時には生徒会長を務めていた。また2年生の時は在校生代表として送辞を、3年生の時は答辞を、卒業式において述べている。生徒達が各自の願い事を吊るす七夕祭りのイベントを考案した。高校へはバス通学をしていた。大学進学後は実家を出ている。
智子が1年生のとき、クラスでは居心地が悪いため体育館で文化祭の準備を手伝っていた智子に声をかけ、文化祭当日も智子に気さくに話しかける。智子はその際にも上手く受け答えができず、文化祭2日目には他校生徒である優を呼んで楽しく過ごしたが、優と別れた後は寂しく佇んでいた。それを見て、直接顔を合わせると智子が逃げてしまうと思い、着ぐるみを着て抱きしめた。その後も、折に触れて智子を気にかけている姿が描かれる。アニメにおいては智子のことを「いつも何かに必死で目が離せなくて、かわいい」存在であると胸中を語っている。智子にとっては唯一の自分に構ってくれた先輩であり、孤独でいた時期に支えてくれた、大きな存在となっている。智子が2年生のとき、茉咲の傘に半強制的に入れられ共に帰っている際には、イジメを心配して同行したが、茉咲の智子への気遣いを知って安心し身を引いている。
喪115で原幕高校を卒業し、挨拶に来た智子と最後の交流を持った。このときまで互いに名前を知ってはいたが、双方とも直接名乗ったことはなかった。このとき智子は恵美に再度抱きしめられ、ようやく文化祭の時の真実に気付いて恵美の包容力に心を打たれ、感情を抑えきれずに涙を流している。
単行本14巻で智子達がオープンキャンパスで訪れた青山学園大学に進学したことが、単行本17巻で原幕高校によく現れる犬・マロを実家で飼っていることが判明した。マロがよく実家を抜け出して高校に侵入し、女子生徒のスカートの中に顔を突っ込むことで生徒に知られており、智子やヤンキーグループからは「ク●ニーヌ」、うっちーからは「キモイーヌ」と呼ばれていることを知り、赤面してしまった。

### 高校の下級生
井口朱里（いぐち あかり）
声 - 不明
智子の1学年下の後輩で、華奢で大人しい黒髪ショートヘアの女子生徒。中学時代からの智貴のクラスメイト。身長154センチメートルの普通体型。血液型O型。
中学3年生時の喪25にて紗弥加と共に風邪で休んだ智貴のお見舞いに来る。中学時代から智貴のことが好きで、智貴と付き合えるよう奮闘するが、智子を「智貴の彼女」と勘違いしたうえ、小宮山琴美からは「自分が智貴の姉」と嘘をつかれたために、思わぬ方向へ関係性がこじれ、意図しない危険発言におよんでしまう。その後、智子と智貴との関係についての誤解は解けたが、先述の危険発言についての誤解は解けずまた自分でも強く否定しきれなかったため、智子からは琴美とひとからげに「変態シスターズ」扱い、個人名は「ちん子ちゃん」「ちんちん妹（シスター）」「ちん妹（シス）」と呼ばれるようになってしまった。それでもけなげに智貴を追い続ける一方、琴美とは奇妙な先輩後輩関係で行動するようになっている。高校2年生のころまでは紗弥加の暴走に対して強く当たれなかったが、高校3年生になると時には叩くようになった。
与田紗弥加（よだ さやか）
声 - 不明
智子の1学年下の後輩で、井口朱里の友達。黒髪ロングの女子生徒。中学時代からの智貴のクラスメイト。
中学3年生時の喪25にて朱里と共に風邪で休んだ智貴のお見舞いに来る。熱くなると先輩にも物怖じしないではっきり意見を言う。朱里の恋心を応援しており、ことあるごとに後押しをするが、お節介で空気が読めないため、しばしば暴走して大声で無配慮なことをまくし立て、朱里や智貴に大恥をかかせてしまうことがあり、時には朱里に叩かれている。智子の内心では「ちん棒」（「ちんちん妹の相棒」の略）と呼ばれている。
中学時代から朱里・智貴の共通の友人である中村のことが好きな様子で、どちらかというといい友人関係になっており、紗弥加のお節介のせいもあって智貴との関係があまり進展していない朱里から嫉妬されることもある。
平沢雫 (ひらさわ しずく)
智子の2学年下の後輩で、喪110で受験生として初登場。入学後の在籍クラスは1年7組。黒髪のロングヘアーで、少女漫画のヒロインさながらの端麗な容姿の少女。身長150センチメートルのやせ型。血液型AB型。
原幕高校受験に際して体調不良になり、ボランティア委員として受験生を案内していた智子の介抱で保健室に連れられた時に「彼氏と一緒の合格を約束しているので絶対合格したい」と涙ながらに智子に打ち明けた。だが合格したのは雫だけで、合格発表掲示の前で膝を折って落ち込む彼氏を気にすることなく、原幕進学を笑顔で智子に報告。智子はその無神経さにあきれつつ、内心で彼女を「クズ」であると断じた。
入学後の喪132で、同級生の男子たちをはべらせながら再登場。女子の友人が得られないため昼食は男子生徒たちに付き合ってもらい、それが原因で余計に他の女子に嫌われていることを智子に語る。雫は智子に「今度、一緒に昼食をとりませんか？」と誘うが、その後次々に現れる「智子の友人」らから冷淡な扱いを受け、智子との昼食を諦める。しかし智子は雫を呼び止めて優しい言葉をかけ後日の昼食の約束をする。雫は「友達も多いのに自分にも優しくしてくれる憧れの先輩」と感じるが、智子の本心は「ビッチだから面白い話が聞けそう」「仲違いしても同じ学校にいるのは1年間だから後腐れの心配もない」というものであった。数日後に一緒の昼食を実現するも、智子には陽菜と明日香がついてきた上、周囲には10名ほどの関係者が弁当持参で陣取るというオチがついた。
高校では多くの男子生徒から囲まれ、男子生徒が相手ならば並々ならぬコミュニケーション能力を発揮している。その中でも先述の彼氏とは別れていないが、サッカー部のレギュラーになれなかった彼のことを、入試にせよレギュラー争いにせよ「落ちるのが得意なのかもしれない」などと無神経に笑っており、智子から「天然畜生だから友達ができないのではないか」と思われている。本人に悪気はなく、女子の友人ができないことには真面目に悩んでいるのだが、行動が男子受けしかしない方向にあざとく、女子に好かれる要素ゼロと智子からは判断されている（ただし智子は、エロければあざとくても何でもいいので嫌いじゃないとのこと）。智子のことは素直に慕っており、雫視点のコマでは智子（の容姿）が美化されて映る。智子も雫を内心ビッチ扱いしながらも良く面倒を見ており、恵美が自分にしてくれたことを参考にして接している。

### 高校の教員
荻野（おぎの）
声 - 中田沙奈枝
智子の2年から3年生時の担任の女性教師。担当科目は体育で、1年生の時点から登場している。ハキハキした性格でポジティブ思考の持ち主。智子に友達がいないことや消極的な性格は理解しており、彼女なりに真摯なアドバイスを行おうとする。基本的には生徒を思いやる教師ではあるものの、そのやり方や接し方がデリカシーに欠けるため、生徒からの人気は高くない。内気な智子にはその対応が大きなプレッシャーや余計な世話として映り、内心敬遠されている。また、陽菜も荻野のお節介には振り回されており（彼女の行動のせいで当時は秘密だった「声優になる」という夢が周囲にバレそうになるなど）、3年生の担任が彼女だと知ると表情を引きつらせていた。清田からは「オギー」とあだ名されている。

### その他
伊志嶺潤（いしみね じゅん）
声 - 鳥海浩輔
智子が持っていた『聖女タイム』と言う乙女ゲームの男性声優。智子はゲームソフトに付属していた彼の握手&ミニ収録会のチケットをもってイベントに行き、握手と一緒に録音機器に好きな言葉を生アフレコしてもらった。色々考えすぎて、言ってもらいたい多くの下品な言葉が混ざり、周囲をドン引きさせたが、彼自身は嫌な顔1つせず対応してくれた。
小坂（こさか）
声 - 福島潤
高校1年生時の雨の日の下校時、智子が公園で雨宿りしていた時に、友人とともに避難してきた男子高校生。傘を持っていなかった智子が眠っている間に、親切に傘を買って智子のもとに置いて帰った。智子より1歳年上。
智子が従妹のきーちゃんと図書館に行った時に再会。智子は小坂が性的要求をしてくる彼氏だときーちゃんに嘘をつくが、翌日に小坂には彼女がいることが判明。智子の嘘を信じたままのきーちゃんから不誠実を咎められた小坂に、智子は土下座で謝罪する（智子はきーちゃんには土下座を見られないようにしたつもりだったが、見られてしまい、それからしばらく軽蔑された）。その際には顔を引きつらせながらも笑って許したとのことで、智子が高校3年生の時に再会した際にも明るく話し掛けてくれている。なお、智子の名前は「ももこちゃん」と聞き間違えており、きーちゃんのことも智子の妹と認識している。
川本（かわもと）
智子の中学時代の同級生。メガネをかけて太った女子生徒で、回想シーンのみでの登場。小宮山琴美のことを忘れていた智子が彼女のことと勘違いした。中学2年生時の修学旅行は智子・優・琴美と同じ班で、学校内で一緒に昼食を取っていたこともあったようだが、スピンオフ作品『私の友達がモテないのはどう考えてもお前らが悪い。』には一切登場していない。
青松（あおまつ）
声 - 諏訪部順一
アニメ喪13に登場したオリジナルキャラクター。智子が中学時代屋上で出会っていた男子下級生。その時に智子がクールキャラっぽく意味深なセリフを残して立ち去ったため彼に強烈な印象を残した。智貴とは同級生で同じ高校に進学した友人。
仁美（ひとみ）
陽菜の声優養成所の友人。20歳で智子達より2、3歳年上。企画・イラスト・テキストを務める高校時代の友人とともに、コミックマーケットで18禁のバイノーラル音声作品を出している。

## 書誌情報

### コミックス
- 谷川ニコ 『私がモテないのはどう考えてもお前らが悪い!』 スクウェア・エニックス〈ガンガンコミックスONLINE〉、既刊27巻（2025年7月11日現在）
  1. 2012年1月21日発行（同日発売[22]）、ISBN 978-4-7575-3480-3
  2. 2012年5月22日発行（同日発売[23]）、ISBN 978-4-7575-3597-8
  3. 2012年12月22日発行（同日発売[24]）、ISBN 978-4-7575-3818-4
  4. 2013年6月22日発行（同日発売[25]）、ISBN 978-4-7575-3980-8
  5. 2013年9月21日発行（同日発売[26]）、ISBN 978-4-7575-4064-4
  6. 2014年3月22日発行（同日発売[27]）、ISBN 978-4-7575-4025-5
    - 『ねんどろいどぷち付き初回限定特装版』 同日発売[28]、ISBN 978-4-7575-4024-8

  7. 2014年10月22日発行（同日発売[29]）、ISBN 978-4-7575-4121-4
    - 『オリジナルアニメDVD付き初回限定特装版』 同日発売[30]、ISBN 978-4-7575-4122-1

  8. 2015年8月22日発行（同日発売[31]）、ISBN 978-4-7575-4713-1
  9. 2016年3月22日発行（同日発売[32]）、ISBN 978-4-7575-4911-1
  10. 2016年10月22日発行（同日発売[33]）、ISBN 978-4-7575-5125-1
  11. 2017年3月22日発行（同日発売[34]）、ISBN 978-4-7575-5277-7
  12. 2018年2月22日発行（同日発売[35]）、ISBN 978-4-7575-5624-9
  13. 2018年7月21日発行（同日発売[36]）、ISBN 978-4-7575-5777-2
  14. 2019年1月22日発行（同日発売[37]）、ISBN 978-4-7575-5976-9
  15. 2019年5月11日発行（同日発売[38]）、ISBN 978-4-7575-6119-9
  16. 2019年11月12日発行（同日発売[39]）、ISBN 978-4-7575-6378-0
  17. 2020年3月12日発行（同日発売[40]）、ISBN 978-4-7575-6553-1
  18. 2020年7月10日発行（同日発売[41]）、ISBN 978-4-7575-6665-1
    - 『小冊子付き特装版』 同日発売[42]、ISBN 978-4-7575-6666-8

  19. 2021年2月12日発行（同日発売[43]）、ISBN 978-4-7575-7091-7
  20. 2021年9月10日発行（同日発売[44]）、ISBN 978-4-7575-7232-4
    - 『小冊子付き特装版』同日発売[45]、ISBN 978-4-7575-7280-5

  21. 2022年3月11日発行（同日発売[46]）、ISBN 978-4-7575-7810-4
  22. 2022年10月12日発行（同日発売[47]）、ISBN 978-4-7575-8200-2
  23. 2023年5月11日発行（同日発売[48]）、ISBN 978-4-7575-8572-0
  24. 2023年11月10日発行（同日発売[49]）、ISBN 978-4-7575-8900-1
  25. 2024年7月11日発行（同日発売[50]）、ISBN 978-4-7575-9301-5
  26. 2025年2月12日発行（同日発売[51]）、ISBN 978-4-7575-9673-3
  27. 2025年7月11日発行（同日発売[52]）、ISBN 978-4-7575-9954-3

  - 毎回、「おまけ」として巻末に描き下ろしが収録されている。
- 谷川ニコ 『私の友達がモテないのはどう考えてもお前らが悪い。』 スクウェア・エニックス〈ガンガンコミックスONLINE〉、全1巻
  1. 2015年8月22日発行（同日発売[53]）、ISBN 978-4-7575-4714-8
- 『私がモテないのはどう考えてもお前らが悪い! アンソロジー』 スクウェア・エニックス〈ガンガンコミックスONLINE〉
  1. 2013年6月22日発行（同日発売[54]） ISBN 978-4-7575-3981-5
- 『私がモテないのはどう考えてもお前らが悪い! 公式ファンブック 喪』 スクウェア・エニックス〈ガンガンコミックスONLINE〉
  1. 2013年9月21日発行（同日発売[55]）、ISBN 978-4-7575-3999-0

### 翻訳版
原則、2023年11月現在。
- 英語版：No Matter How I Look at It, It's You Guys' Fault I'm Not Popular! (Yen Press) 1巻 - 21巻
- 韓国語版：내가 인기 없는 건 아무리 생각해도 너희들 탓이야! (大元 C.I.) 1巻 - 21巻
- 中国語（繁体字）版：我不受歡迎，怎麼想都是你們的錯！ (東立出版社有限公司) 1巻 - 9巻
- タイ語版：สาวมืดมนอลวนหารัก (サイアムインターコミックス) 1巻 - 21巻

### ノベライズ
- 『私がモテないのはどう考えてもお前らが悪い! 小説アンソロジー』 星海社〈星海社FICTIONS〉
  1. 2019年11月15日発行（同日発売[56]）、ISBN 978-4-06-517231-5
    1. 谷川ニコ「モテないし夏休みのとある一日」
    2. 辻真先「私がウレないのはどう考えても読者が悪い!」
    3. 青崎有吾「前髪は空を向いている」
    4. 相沢沙呼「夏帆」
    5. 円居挽「モテないしラブホに行く」
- 『私がモテないのはどう考えてもお前らが悪い! ミステリー小説アンソロジー』 星海社〈星海社FICTIONS〉
  1. 2021年8月6日発売[57]、ISBN 978-4-06-524710-5
    1. 谷川ニコ「朝の目撃者／昼休みの探偵」
    2. 市川憂人「絵文字vs.絵文字Mk-II」
    3. 岡崎琢磨「踵の下の空白」
    4. 坂上秋成「モテないし合コンに行く」
    5. 円居挽「モテないし一人になる」

## テレビアニメ
2013年7月から9月までテレビ東京ほかにて放送された。2014年10月発売の原作7巻に未放送の第13話が収録されたDVD付き限定版が発売。
インターネット上では話題を呼んだが、パッケージの売上は芳しくなかったらしく、公式ファンブック喪では「なんで美少女とイケメンレギュラーキャラを原作で出さなかったんだ！それをやっていれば普通の日常系として少しは売れたかもしれなかったのに」と半分ネタにしている。
アニメ版は、原作のエピソードを抽出して順序を変えて、原作の数話をアニメの1話分にまとめて再構成している。そのため原作のエピソードの順番とは一致しない。対応する原作のエピソードのうち最新のものが、喪34（4巻）である。

### スタッフ
- 原作 - 谷川ニコ（掲載「ガンガンONLINE」スクウェア・エニックス刊）[17]
- 監督 - 大沼心[17]
- シリーズ構成 - 吉岡たかを[17]
- キャラクターデザイン・総作画監督 - 古川英樹[17]
- 美術監督 - 森尾麻紀[17]
- 色彩設計 - 木幡美雪[17]
- 撮影監督 - 岩井和也[17]
- 3D監督 - 濱村敏郎
- 編集 - 坪根健太郎[17]
- 音響監督 - 本山哲[17]
- 音楽 - Sadesper Record（NARASAKI・WATCHMAN）[17]
- 音楽プロデューサー - 篠原一雄
- 音楽制作 - メディアファクトリー[17]
- プロデューサー - 伊藤誠、渡邊愛美、金子逸人、田中利明、文宣恵、山田香穂、石塚正俊、藍谷厚史
- アニメーションプロデューサー - 中川二郎
- アニメーション制作 - SILVER LINK.[17]
- 製作 - テレビ東京、ワタモテ製作委員会[17]（メディアファクトリー、AT-X、SILVER LINK.、テレビ東京メディアネット、ブシロード、GOOD SMILE COMPANY、ソニー・ミュージックコミュニケーションズ、ダックスプロダクション、日本ナレーション演技研究所）

### 主題歌
オープニングテーマ「私がモテないのはどう考えてもお前らが悪い」
作詞・作曲・編曲 - キバオブアキバ / 歌 - 鈴木このみ n' キバオブアキバ

エンディングテーマ
「どう考えても私は悪くない」（第1話、第3話、第4話、第7話 - 第10話、第12話、第13話）
作詞 - 畑亜貴 / 作曲 - 福本公四郎 / 編曲 - ミト / 歌 - 黒木智子（橘田いずみ）
「夢想恋歌」（第2話）
作詞 - 南野Emily / 作曲 - DJ-SHU / 編曲 - 村井大 / 歌 - Velvet.kodhy
「夜のとばりよ さようなら」（第5話）
作詞 - mildsalt / 作曲 - 福本公四郎 / 編曲 - 安岡洋一郎 / 歌 - Velvet.kodhy
「夏祭り」（第6話）
作詞・作曲 - 破矢ジンタ / 編曲 - 鬱P & ミナツキトーカ（パンドリストP）
歌唱はボーカロイド・初音ミクを使用。
「そこらの着ぐるみの風船と私」（第11話）
作詞・作曲・編曲 - 山崎真吾 / 歌 - Velvet.kodhyとVelvet.kodhyとμとμ

挿入歌
「日常キラリ」（第10話）
作詞 - 南野Emily / 作曲・編曲 - 片山修志 / 歌 - Remi
「Fly to dark」（第12話）
作詞 - 山本芽衣子 / 作曲・編曲 - コジマミノリ / 歌 - 小田ユウ

### 各話リスト
| 話数              | サブタイトル                         | 脚本                        | 絵コンテ | 演出           | 作画監督                              |
| ----------------- | ------------------------------------ | --------------------------- | -------- | -------------- | ------------------------------------- |
| 喪1               | モテないし、ちょっとイメチェンするわ | 吉岡たかを                  | 大沼心   | 大沼心         | 古川英樹 楠本祐子 高原修司 長谷川亨雄 |
| 喪2               | モテないし、昔の友達に会う           | 平林佐和子                  | 神保昌登 | 神保昌登       | 長谷川亨雄 本田辰雄                   |
| 喪3               | モテないし、悪天候                   | 関根アユミ                  | 玉村仁   | 玉村仁         | 服部憲二 寺尾賢治                     |
| 喪4               | モテないし、ちょっといい夢見るわ     | 伊神貴世                    | 徳本善信 | 徳本善信       | 齊藤佳子                              |
| 喪5               | モテないし、スキルアップしてみる     | 伊神貴世                    | 西田正義 | いわもとやすお | 宮嶋仁志 金子国邦                     |
| 喪6               | モテないし、花火に行く               | 関根アユミ                  | 永岡智佳 | 永岡智佳       | 小川一郎 勝亦祥                       |
| 喪7               | モテないし、夏休みを満喫する         | 関根アユミ                  | 小柴純弥 | 小柴純弥       | 竹森由加 長谷川亨雄                   |
| 喪8               | モテないし、見栄をはる               | 平林佐和子                  | 玉村仁   | 玉村仁         | 大島美和 本田辰雄 服部憲二            |
| 喪9               | モテないし、夏が終わる               | 伊神貴世                    | 徳本善信 | 徳本善信       | 齊藤佳子                              |
| 喪10              | モテないし、二学期が始まる           | 吉岡たかを                  | 西田正義 | 徳本善信       | 空流辺広子                            |
| 喪11              | モテないし、文化祭に参加する         | 吉岡たかを                  | 永岡智佳 | 永岡智佳       | 竹森由加 小川一郎 服部憲知            |
| 喪12              | モテないし、将来を考える             | 吉岡たかを                  | 神保昌登 | 神保昌登       | 古川英樹 長谷川亨雄 本田辰雄          |
| 喪13 （TV未放映） | モテないし、謎めいてみる             | 吉岡たかを 谷川ニコ（原案） | 徳本善信 | 徳本善信       | 中西和也 齊藤佳子                     |

### 放送局
| 放送期間                | 放送日時           | 放送局             | 放送地域   | 放送系列                                | 備考                                |
| ----------------------- | ------------------ | ------------------ | ---------- | --------------------------------------- | ----------------------------------- |
| 2013年7月8日 - 9月23日  | 月曜 26:05 - 26:35 | テレビ東京         | 関東広域圏 | テレビ東京系列                          |                                     |
| 2013年7月9日 - 9月24日  | 火曜 23:00 - 23:30 | AT-X               | 日本全域   | アニメ専門CS放送                        | 製作委員会参加 リピート放送あり     |
| 2013年7月9日 - 9月24日  | 火曜 26:35 - 27:05 | テレビ愛知         | 愛知県     | テレビ東京系列                          |                                     |
| 2013年7月11日 - 9月26日 | 木曜 23:00 - 23:30 | ANIPLUS            | 韓国全域   | CS放送 IP放送 ケーブルテレビ ネット配信 | 15歳以上視聴可で放送 韓国語字幕あり |
| 2013年7月12日 - 9月27日 | 金曜 26:40 - 27:10 | テレビ大阪         | 大阪府     | テレビ東京系列                          |                                     |
| 2013年7月13日 - 9月28日 | 土曜 24:30 - 25:00 | ニコニコ生放送     | 日本全域   | ネット配信                              |                                     |
| 2013年7月13日 - 9月28日 | 土曜 25:00 更新    | ニコニコチャンネル | 日本全域   | ネット配信                              | 最新話1週間無料 第1話は常設無料     |
| 2013年7月19日 - 10月4日 | 金曜 24:00 更新    | バンダイチャンネル | 日本全域   | ネット配信                              |                                     |
| 2013年8月4日 - 10月27日 | 日曜 25:50 - 26:20 | 熊本放送           | 熊本県     | TBS系列                                 |                                     |

### Blu-ray / DVD
| 巻 | 発売日        | 収録話          | 規格品番  | 規格品番  |
| 巻 | 発売日        | 収録話          | BD        | DVD       |
| -- | ------------- | --------------- | --------- | --------- |
| 1  | 2013年10月2日 | 第1話 - 第2話   | ZMXZ-8861 | ZMBZ-8871 |
| 2  | 2013年11月6日 | 第3話 - 第4話   | ZMXZ-8862 | ZMBZ-8872 |
| 3  | 2013年12月4日 | 第5話 - 第6話   | ZMXZ-8863 | ZMBZ-8873 |
| 4  | 2014年1月8日  | 第7話 - 第8話   | ZMXZ-8864 | ZMBZ-8874 |
| 5  | 2014年2月5日  | 第9話 - 第10話  | ZMXZ-8865 | ZMBZ-8875 |
| 6  | 2014年3月5日  | 第11話 - 第12話 | ZMXZ-8866 | ZMBZ-8876 |

### Webラジオ
『ワタモテRADIO』は、2013年7月16日より2014年3月18日までHiBiKi Radio Stationにて配信されたWebラジオ番組。隔週火曜日更新（2013年11月までは毎週火曜日更新）。全28回。パーソナリティは、黒木智子役の橘田いずみ。ぼっちという設定のため、ラジオもゲストが一切来ず、橘田一人で進行するスタイルを取った。
| テレビ東京 火曜 2:05 - 2:35（月曜深夜） 枠 | テレビ東京 火曜 2:05 - 2:35（月曜深夜） 枠 | テレビ東京 火曜 2:05 - 2:35（月曜深夜） 枠 |
| 前番組                                     | 番組名                                     | 次番組                                     |
| ------------------------------------------ | ------------------------------------------ | ------------------------------------------ |
| アラタカンガタリ〜革神語〜                 | 私がモテないのは どう考えてもお前らが悪い! | のんのんびより                             |